# Astronomia

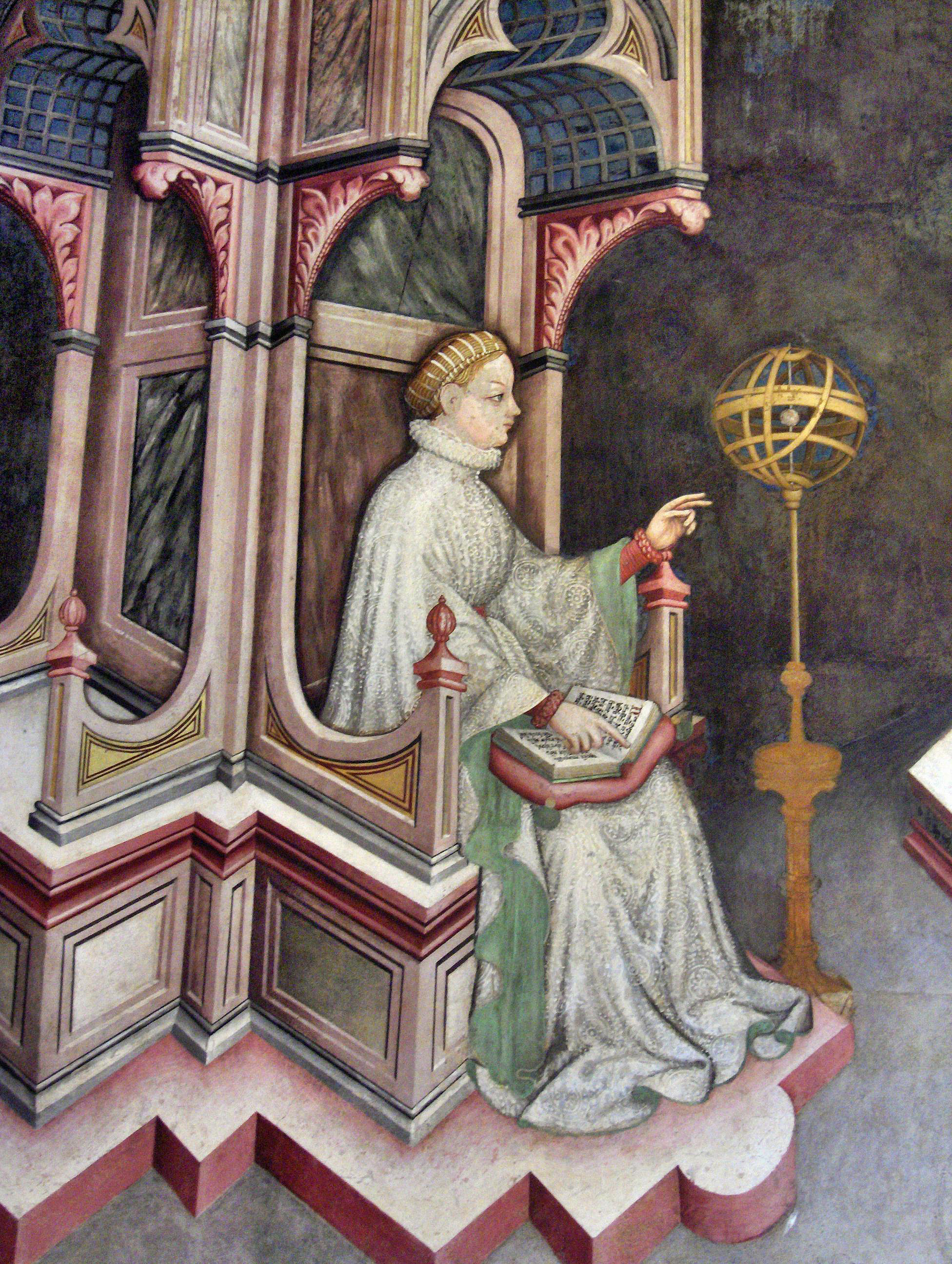
Allegoria dell'astronomia nella sala delle Arti liberali e dei Pianeti, ad opera di Gentile da Fabriano (1412, Palazzo Trinci a Foligno)

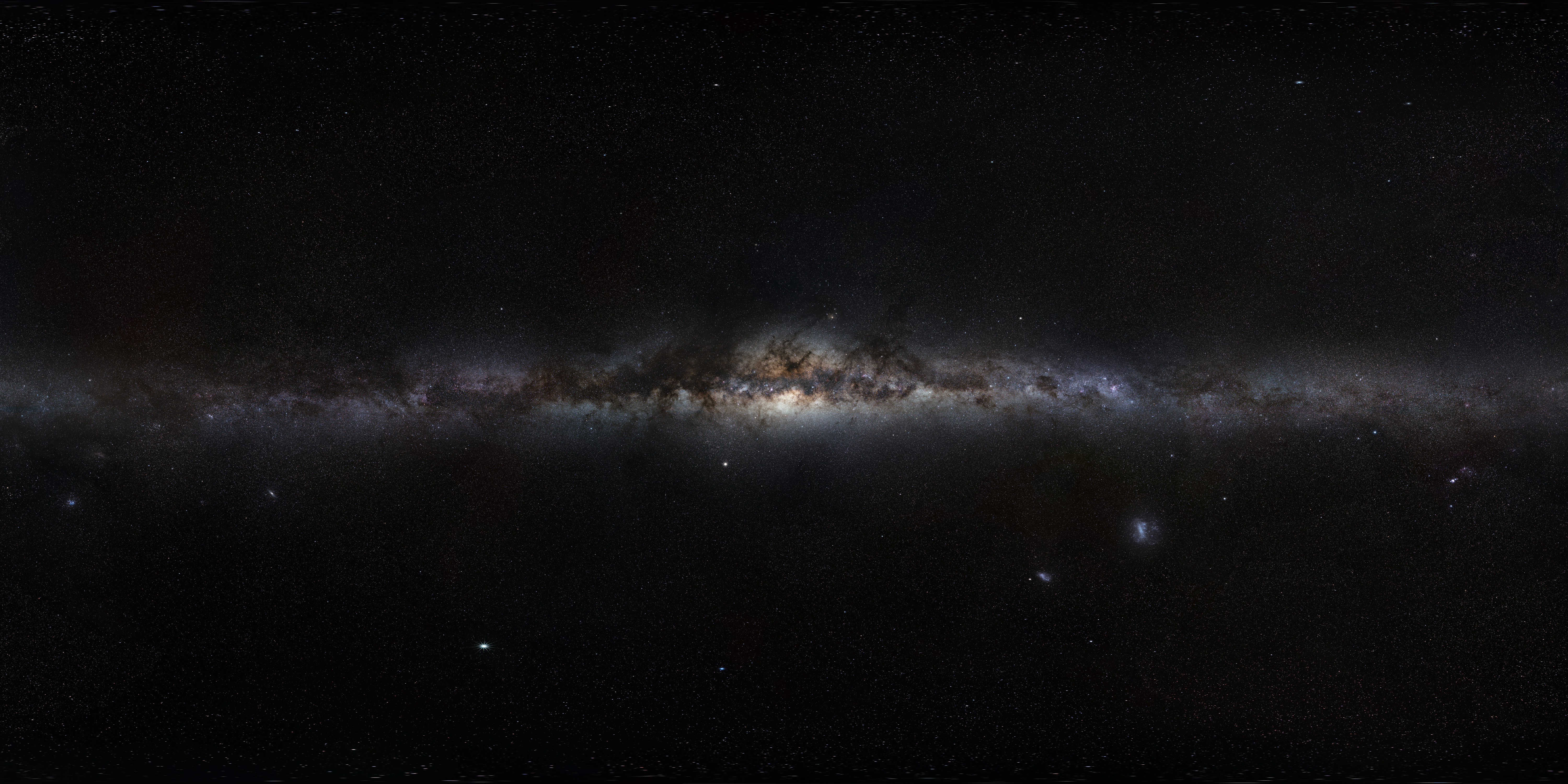
La Via Lattea vista dalla Terra. Immagine ottenuta assemblando foto che coprono l'intera sfera celeste.

L'astronomia è la scienza naturale che si occupa dell'osservazione e della spiegazione degli eventi celesti che si verificano nello spazio. Studia le origini e l'evoluzione, le proprietà fisiche, chimiche e temporali degli oggetti che formano l'universo e che possono essere osservati sulla sfera celeste.
È una delle scienze più antiche e molte civiltà arcaiche in tutto il mondo hanno studiato in modo più o meno sistematico il cielo e gli eventi astronomici: egizi e greci nell'area mediterranea, babilonesi, indiani e cinesi nell'Oriente e infine i maya e gli incas nelle Americhe. Questi antichi studi astronomici erano orientati verso lo studio delle posizioni degli astri (astrometria), la periodicità degli eventi e la cosmologia e quindi, in particolare per questo ultimo aspetto, l'astronomia antica è quasi sempre fortemente collegata con aspetti religiosi e di divinazione aspetti nei tempi passati ritenuti importanti e strategici. Nel ventunesimo secolo, invece, la ricerca astronomica moderna è praticamente sinonimo di astrofisica.
L'astronomia non va confusa con l'astrologia, una pseudoscienza che sostiene che i moti apparenti del Sole e dei pianeti nello zodiaco influenzino in qualche modo gli eventi umani, personali e collettivi. Anche se le due discipline hanno un'origine comune e per secoli accomunate, esse sono oggi totalmente differenti: gli astronomi hanno abbracciato il metodo scientifico sin dai tempi di Galileo, a differenza degli astrologi.
L'astronomia è una delle poche scienze in cui il lavoro di ricerca del dilettante e dell'amatore (l'astrofilo) può giocare un ruolo rilevante, fornendo dati sulle stelle variabili o scoprendo comete, nove, supernove, asteroidi o altri oggetti.

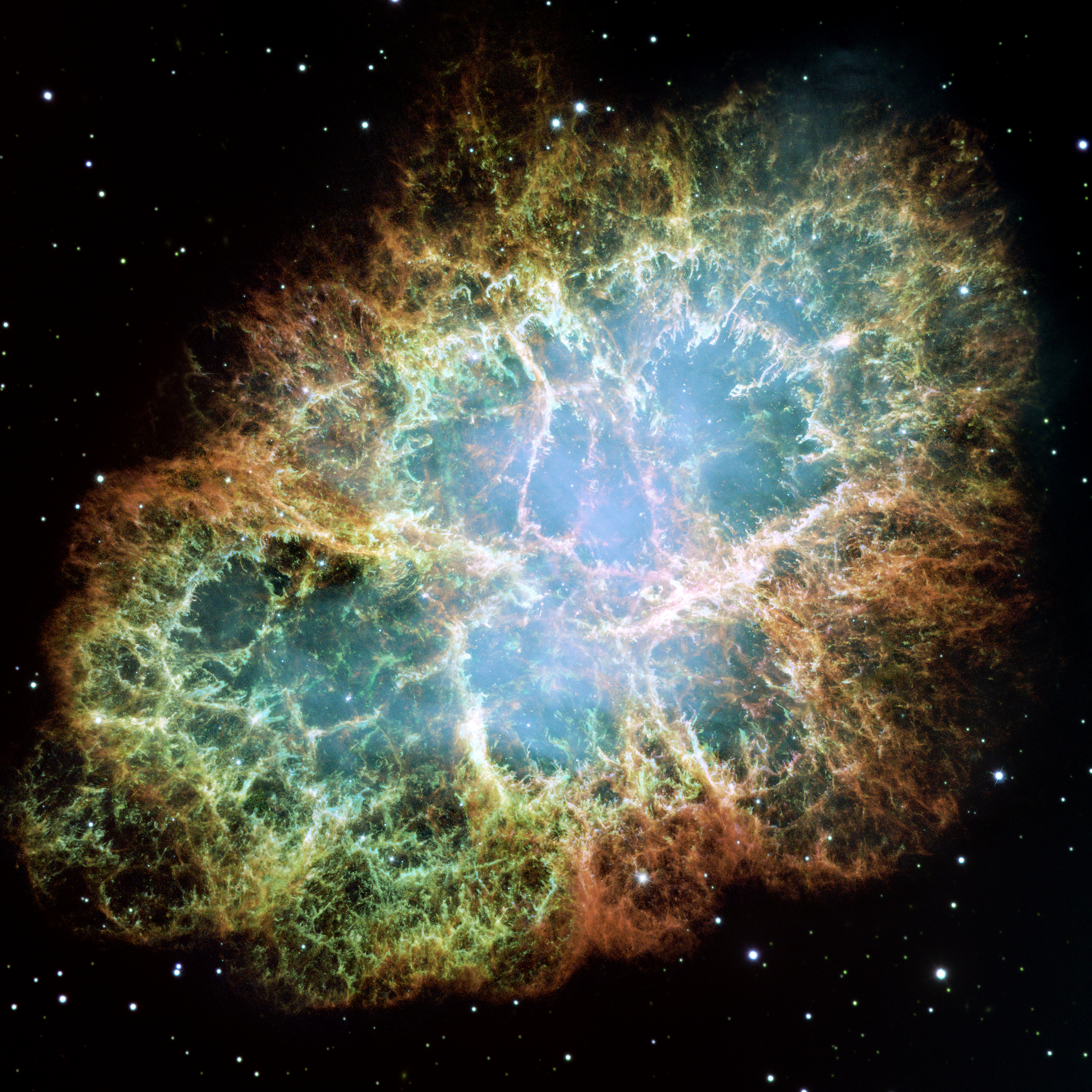
Un foto mosaico della Nebulosa del Granchio, un resto di supernova, ripresa dal telescopio spaziale Hubble

## Etimologia

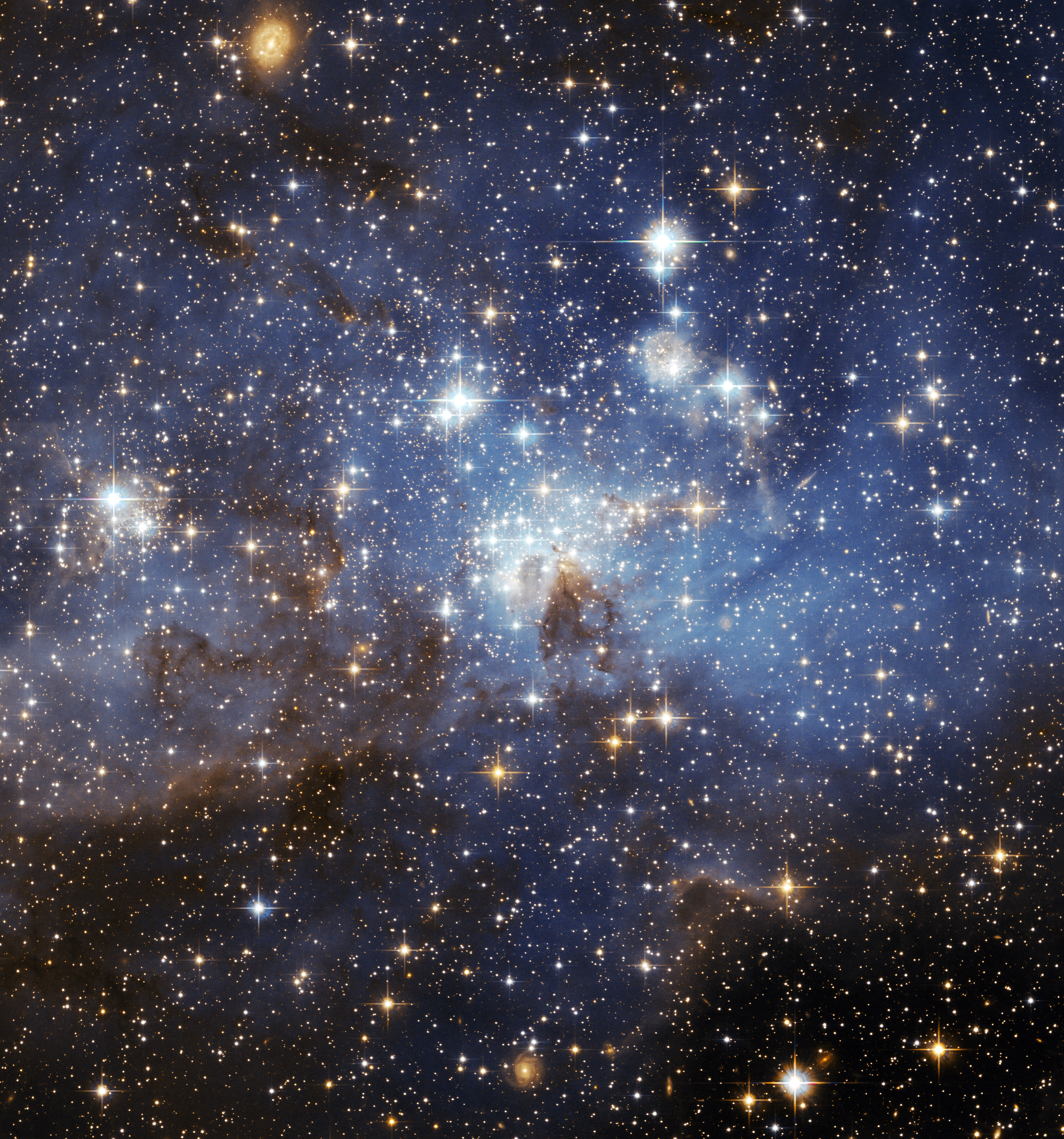
Una regione di formazione stellare nella Grande Nube di Magellano.

Etimologicamente, la parola "astronomia" proviene dal latino astronomĭa, che a sua volta proviene dal greco ἀστρονομία ('astronomia' composta da ἄστρον 'astron' «stella» e da νόμος 'nomos' «legge, norma»). La maggior parte delle scienze utilizzano il suffisso greco λογία ('logia' «trattato, studio»), come per esempio cosmologia e biologia. Di fatto, "astronomia" avrebbe potuto prendere il nome di astrologia, ma questa denominazione venne attribuita a quella che è ritenuta una pseudoscienza, ma che nelle credenze di molti popoli aveva lo scopo di prevedere il futuro attraverso lo studio del cielo. Anche se entrambe condividono una origine comune, esse sono molto differenti: mentre l'astronomia è una scienza che applica il metodo scientifico, l'astrologia moderna è una pseudoscienza che segue un sistema di credenze non comprovate.

### Uso dei termini "astronomia" e "astrofisica"

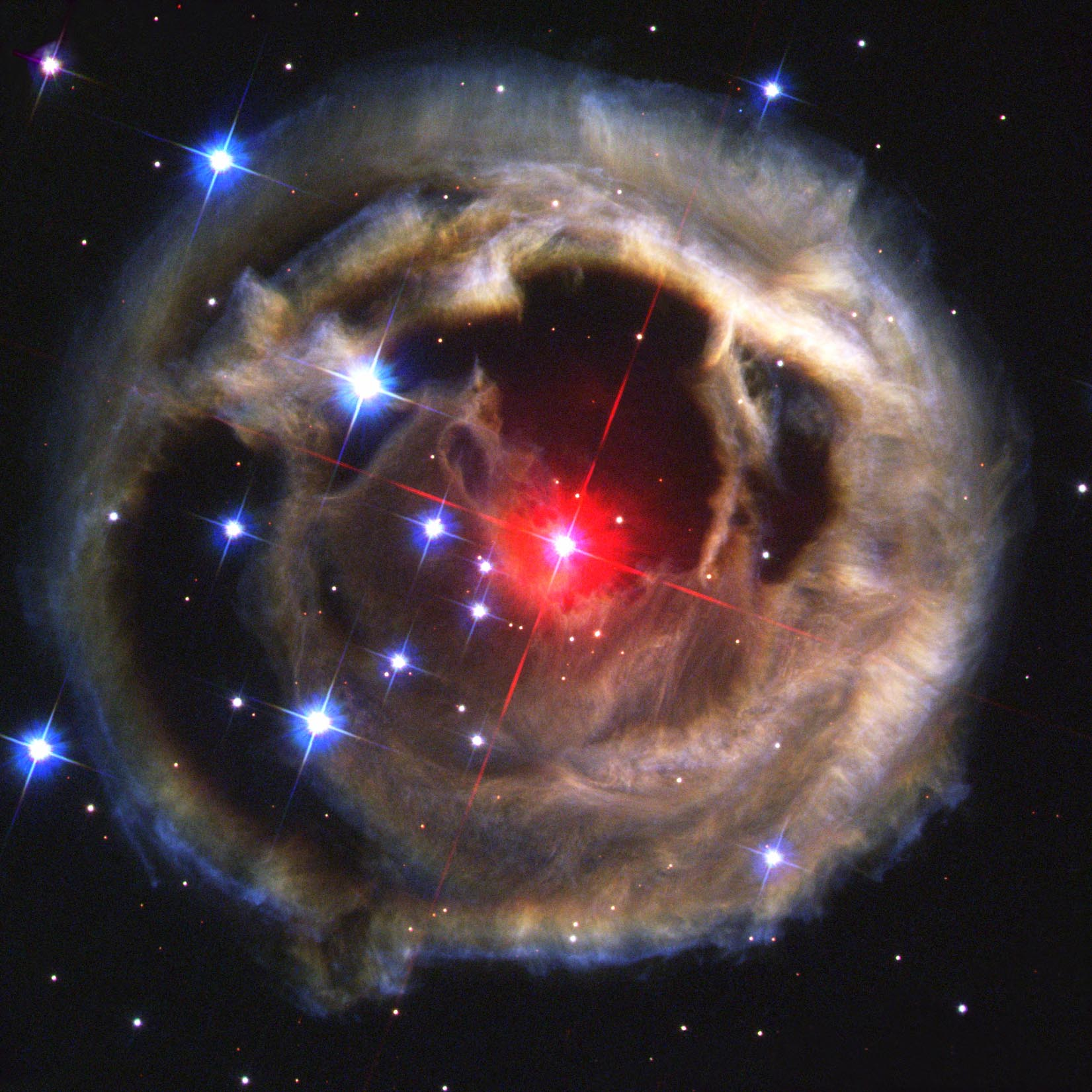
Fotografia scattata dall'HST nel gennaio del 2002, che rappresenta delle nubi di gas attorno ad una stella variabile. (V838 Monocerotis)

Generalmente, i termini "astronomia" o "astrofisica" possono essere usati per riferirsi allo stesso soggetto. In base alle definizioni del dizionario, il termine "astronomia" viene riferito allo "studio della materia e di oggetti fuori dall'atmosfera terrestre e delle loro proprietà fisiche e chimiche" mentre l'"astrofisica" si riferisce alla branca dell'astronomia che tratta "il comportamento, le proprietà fisiche e i processi dinamici degli oggetti celesti e altri fenomeni". In alcuni casi, come nell'introduzione al trattato L'Universo Fisico (The Physical Universe) di Frank Shu, viene detto che l'"astronomia" può essere utilizzata per descrivere lo studio qualitativo del soggetto, laddove l'"astrofisica" è usata per descriverne la versione orientata verso la fisica. Comunque, poiché la più moderna ricerca astronomica tratta soggetti relativi alla fisica, la moderna astronomia potrebbe essere chiamata astrofisica. Vari dipartimenti che fanno ricerche su questo soggetto possono usare "astronomia" e "astrofisica" a seconda se il dipartimento sia storicamente associato ad un dipartimento di fisica, e molti astronomi professionisti sono laureati in fisica. Una delle principali riviste scientifiche nel campo è denominata Astronomy and Astrophysics.

## Storia

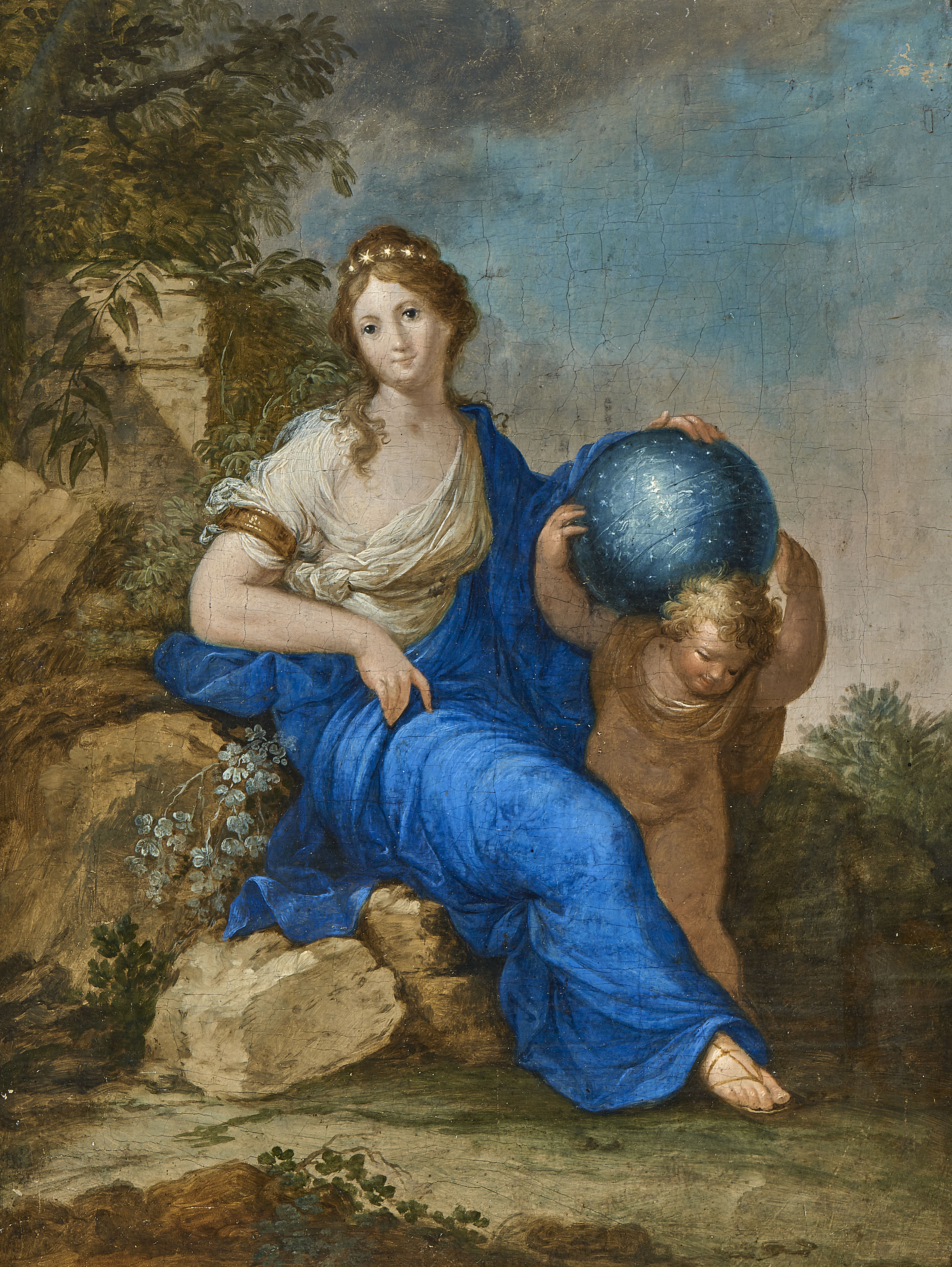
Urania, la musa greca protettrice dell'astronomia e delle scienze naturali

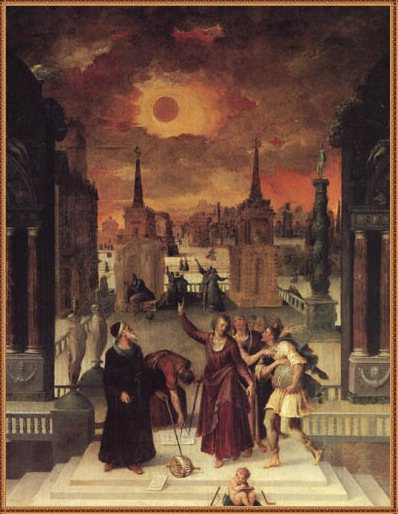
Astronomi che studiano un'eclissi, pittura su tela, opera di Antoine Caron del 1571.

All'inizio della sua storia, l'astronomia si occupò unicamente dell'osservazione e della previsione dei movimenti degli oggetti celesti che potevano essere osservati ad occhio nudo dall'uomo e sulla loro origine. In alcuni luoghi, le prime civiltà costruirono enormi manufatti che avevano probabilmente scopi astronomici, oltre che essere usati a fini cerimoniali. Questi osservatori potrebbero essere stati utilizzati per determinare le stagioni, un fattore indispensabile per l'organizzazione della vita sociale ed agricola, nonché per la comprensione della lunghezza dell'anno.
Prima dell'invenzione del telescopio i primi studi sulle stelle furono condotti a occhio nudo, come fecero in particolare le civiltà che vivevano in Mesopotamia, in Grecia, in Persia, in India, in Cina, in Egitto e in America centrale, che costruirono osservatori astronomici iniziando a esplorare la natura dell'universo. In realtà l'astronomia di quei tempi consisteva principalmente nel mappare la posizione di stelle e pianeti, scienza che viene chiamata astrometria. Da queste osservazioni si formarono le prime teorie sui movimenti dei pianeti e sulla natura del Sole, della Luna e della Terra, che inizialmente si pensava fosse al centro dell'universo. Questa concezione dell'universo era nota come sistema geocentrico, o sistema tolemaico, dal nome dall'astronomo greco Claudio Tolomeo.
Di particolare importanza fu l'applicazione all'astronomia della matematica, che ebbe inizio con i Babilonesi, che fondarono le basi per tradizioni riprese successivamente da altre civiltà, scoprendo tra l'altro che le eclissi lunari ricorrevano secondo un ciclo ripetitivo conosciuto come saros, mentre all'astronomia egizia si deve il perfezionamento del calendario.

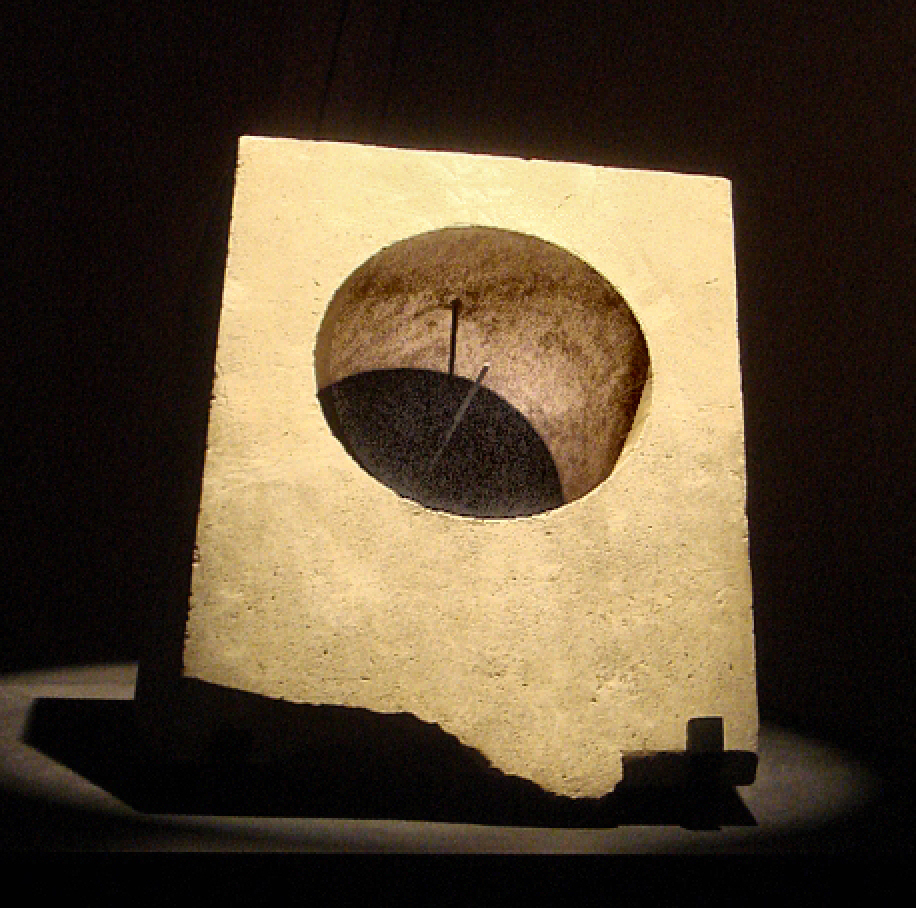
Una meridiana equatoriale greca ad Alessandria sull'Oxus.

Dopo i Babilonesi, significativi progressi astronomici avvennero in Grecia e nel mondo ellenistico, con l'astronomia greca volta alla ricerca di una spiegazione fisica razionale per i fenomeni celesti. Nel III secolo a.C., Aristarco di Samo stimò le dimensioni e la distanza di Luna e Sole, e fu il primo a proporre un modello eliocentrico del sistema solare, mentre nel II secolo a.C., Ipparco scoprì la precessione degli equinozi, calcolò le dimensioni e la distanza della Luna e inventò uno dei primi strumenti astronomici, l'astrolabio. Ipparco creò anche un catalogo completo di 1020 stelle, e la maggior parte delle costellazioni dell'emisfero boreale furono definite dall'astronomia greca. La macchina di Anticitera (c. 150-80 a.C.) era un calcolatore meccanico progettato per conoscere la posizione del Sole, della Luna e dei pianeti a una determinata data. Manufatti di tale complessità non si rivedranno che nel XIV secolo, quando apparvero gli orologi astronomici meccanici in Europa.

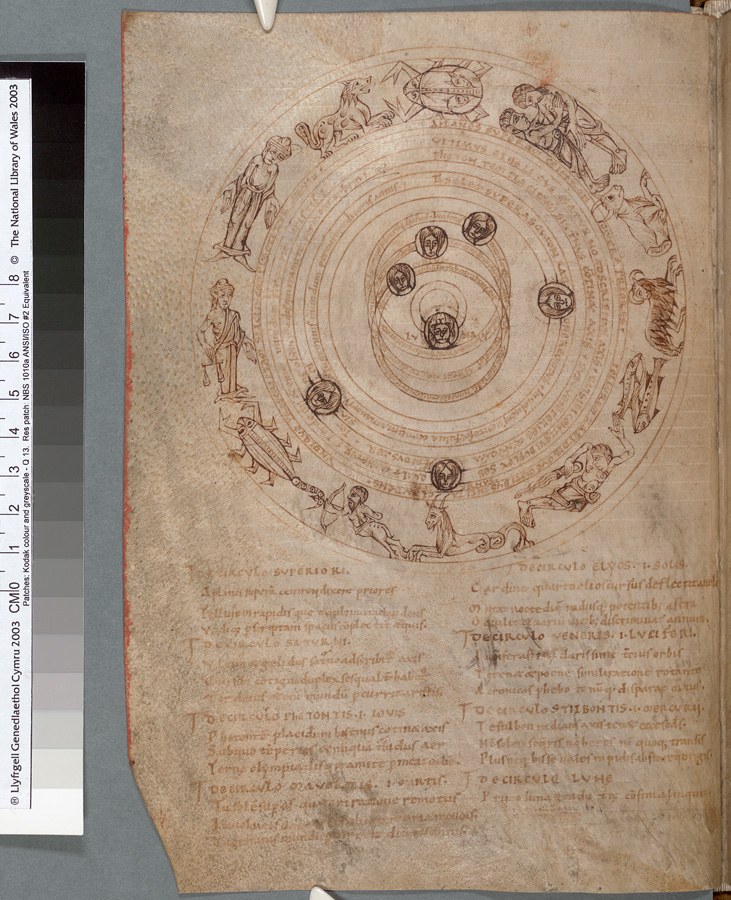
Uno dei primi manoscritti astronomici, intorno all'anno 1000.

L'astronomia, per lo più stagnante nell'Europa medievale, fiorì nel mondo islamico e in altri luoghi, portando alla nascita dei primi osservatori astronomici tra i popoli musulmani, ad iniziare dal IX secolo.

Nel 964, l'astronomo persiano Azophi descrisse per primo la Galassia di Andromeda, la più grande galassia del Gruppo Locale, nel suo Libro delle stelle fisse. La supernova SN 1006, l'oggetto stellare più luminoso della storia, fu studiata dall'astronomo arabo egiziano Ali ibn Ridwan e da astronomi cinesi nel 1006. Alcuni astronomi islamici che diedero un contributo significativo all'astronomia furono Al-Battani, Thebit, Azophi, Albumasar, Biruni, Arzachel, Al-Birjandi, e gli astronomi degli osservatori di Maragheh e Samarcanda. Gli astronomi di quel periodo diedero molti nomi arabi tradizionali alle stelle, ancora in uso; si ritiene che le rovine di Great Zimbabwe e Timbuctù possano aver ospitato un osservatorio astronomico. Fino a poco tempo fa invece in Europa si pensava che non ci fosse stata nessuna osservazione astronomica nell'epoca precoloniale nell'Africa subsahariana.
La Chiesa cattolica romana diede un sostegno finanziario e sociale per lo studio dell'astronomia per oltre sei secoli, con la principale motivazione di trovare la data della Pasqua.

### Rivoluzione astronomica

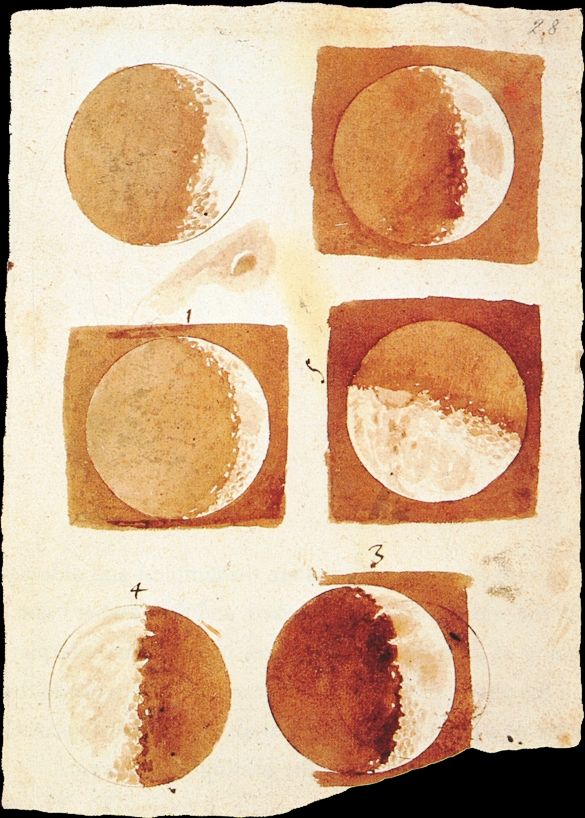
Disegni di Galileo sulle sue osservazioni della Luna, che rivelarono come la sua superficie fosse montagnosa.

Durante il Rinascimento ebbe inizio la svolta conosciuta come rivoluzione astronomica, a cominciare dal lavoro di Niccolò Copernico, sostenitore del sistema eliocentrico, sebbene egli non fosse il primo a proporre un modello con al centro il Sole, ma di certo il primo ad argomentare in maniera scientifica la sua teoria. Il suo lavoro fu difeso, sviluppato e corretto da Galileo Galilei e Keplero. Quest'ultimo fu il primo astronomo a fornire leggi che descrivessero correttamente i dettagli del movimento dei pianeti intorno al Sole, anche se non comprese le cause fisiche delle sue scoperte, chiarite poi in seguito da Newton che elaborò i principi della meccanica celeste e la legge di gravitazione universale, eliminando completamente la distinzione tra i fenomeni terrestri e celesti. Tra le altre cose Newton inventò anche il telescopio riflettore.
L'astronomo britannico John Flamsteed catalogò oltre 3000 stelle, mentre con i miglioramenti della qualità dei telescopi si susseguivano ulteriori scoperte. Cataloghi stellari più estesi furono compilati da Lacaille e da William Herschel, il quale compilò un catalogo dettagliato di nebulose e ammassi, prima di scoprire, nel 1781, il pianeta Urano. La prima stima della distanza di una stella avvenne nel 1838, quando Friedrich Bessel misurò la parallasse di 61 Cygni.
Nel corso del XVIII e XIX secolo, lo studio del problema dei tre corpi di Euler, Clairaut e D'Alembert portò a ottenere previsioni più precise sui movimenti di Luna e pianeti, e tale studio fu successivamente perfezionato da Lagrange e Laplace, permettendo di ottenere le masse dei pianeti e della Luna dalle perturbazioni che essi esercitavano.
Progressi significativi in astronomia avvennero con l'introduzione di nuove tecnologie, come la spettroscopia e l'astrofotografia. Si scoprì che le stelle sono oggetti molto lontani e fu provato che esse erano simili al Sole, ma differenti quanto a massa, temperatura e dimensioni. Con l'avvento della spettroscopia fu infatti possibile studiare la natura fisica degli astri, che portò all'astrofisica, ovvero alla fisica applicata allo studio dei corpi celesti. Fraunhofer scoprì circa 600 linee nello spettro del Sole nel 1814-1815, riconducibili a diversi elementi chimici, come più tardi, nel 1859, descrisse il fisico tedesco Kirchhoff.
L'esistenza della nostra galassia, la Via Lattea, e la comprensione che essa fosse un ammasso isolato di stelle rispetto al resto dell'Universo, fu provata solamente nel XX secolo, assieme alla scoperta dell'esistenza di altre galassie. Molto presto, grazie all'utilizzo della spettroscopia, ci si accorse che molti oggetti presentavano redshift, ossia uno spostamento dello spettro verso il rosso rispetto a quanto ci si attendeva. Questo era spiegabile solo con l'effetto Doppler, che fu interpretato come una differenza di moto negativa, ovvero di allontanamento rispetto al nostro pianeta. Venne formulata allora la teoria dell'espansione dell'Universo. L'astronomia teorica portò a speculazioni sull'esistenza di oggetti come i buchi neri e le stelle di neutroni, che furono usati per spiegare alcuni fenomeni osservati, come quasar, pulsar, blazar e radiogalassie.
La cosmologia, una disciplina che ha larghi settori in comune con l'astronomia, ha fatto enormi passi in avanti nel XX secolo, con il modello del Big Bang, supportato da prove sperimentali fornite dall'astronomia e dalla fisica, come l'esistenza e le proprietà della radiazione cosmica di fondo, la Legge di Hubble e lo studio dell'abbondanza cosmologica degli elementi chimici. I telescopi spaziali hanno permesso di osservare parti dello spettro elettromagnetico normalmente bloccate o schermate in parte dall'atmosfera terrestre.

## Astronomia osservativa

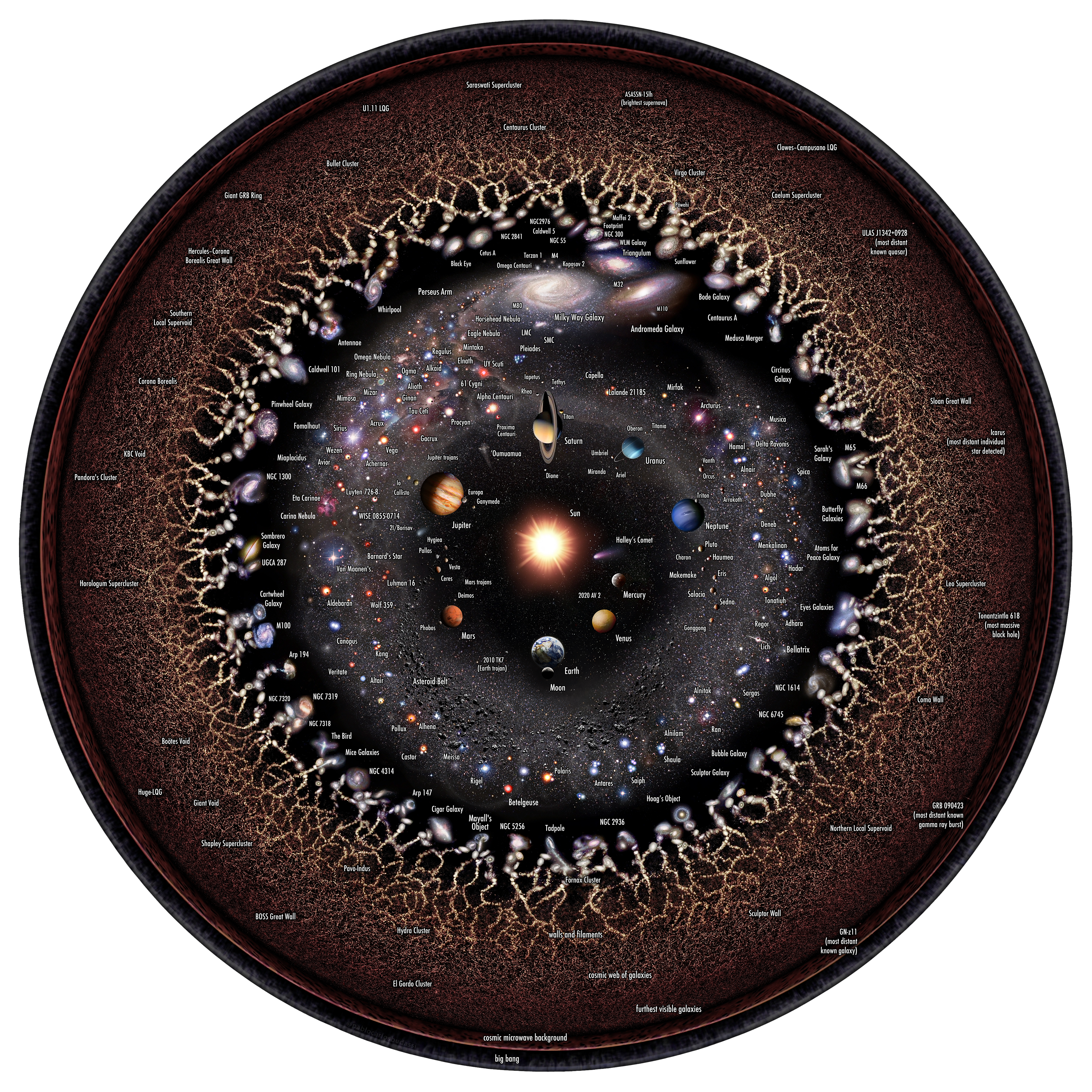
Universo osservabile illustrazione logaritmica. I principali oggetti celesti osservati dall'astronomia sono etichettati.

In astronomia, il metodo principale per ottenere informazioni richiede la rilevazione e l'analisi di radiazioni elettromagnetiche. Una tradizionale divisione dell'astronomia è data seguendo le differenti regioni dello spettro elettromagnetico che vengono osservate. Alcune parti dello spettro possono essere osservate dalla superficie terrestre, mentre altre parti sono osservabili solo ad alta quota o al di fuori dell'atmosfera terrestre, in quanto l'analisi dalla Terra di diversi tipi di radiazione (infrarosse, raggi X, raggi gamma, ecc.) risulta penalizzata dall'assorbimento atmosferico. Tuttavia anche nel vuoto è difficoltoso separare il segnale dal "rumore di fondo", ossia, dall'enorme emissione infrarossa prodotta dalla Terra o dagli stessi strumenti. Qualsiasi oggetto che si trova sopra lo zero assoluto (0 K, -273,15 °C) emette segnali elettromagnetici e, per questo, tutto quello che circonda gli strumenti produce radiazione di fondo. Realizzare una termografia di un corpo celeste senza conoscere la temperatura alla quale si trova lo strumento risulta molto difficile: oltre ad utilizzare pellicole fotografiche speciali, gli strumenti sono continuamente refrigerati criogenicamente con elio e idrogeno liquidi.

### Astrometria e meccanica celeste

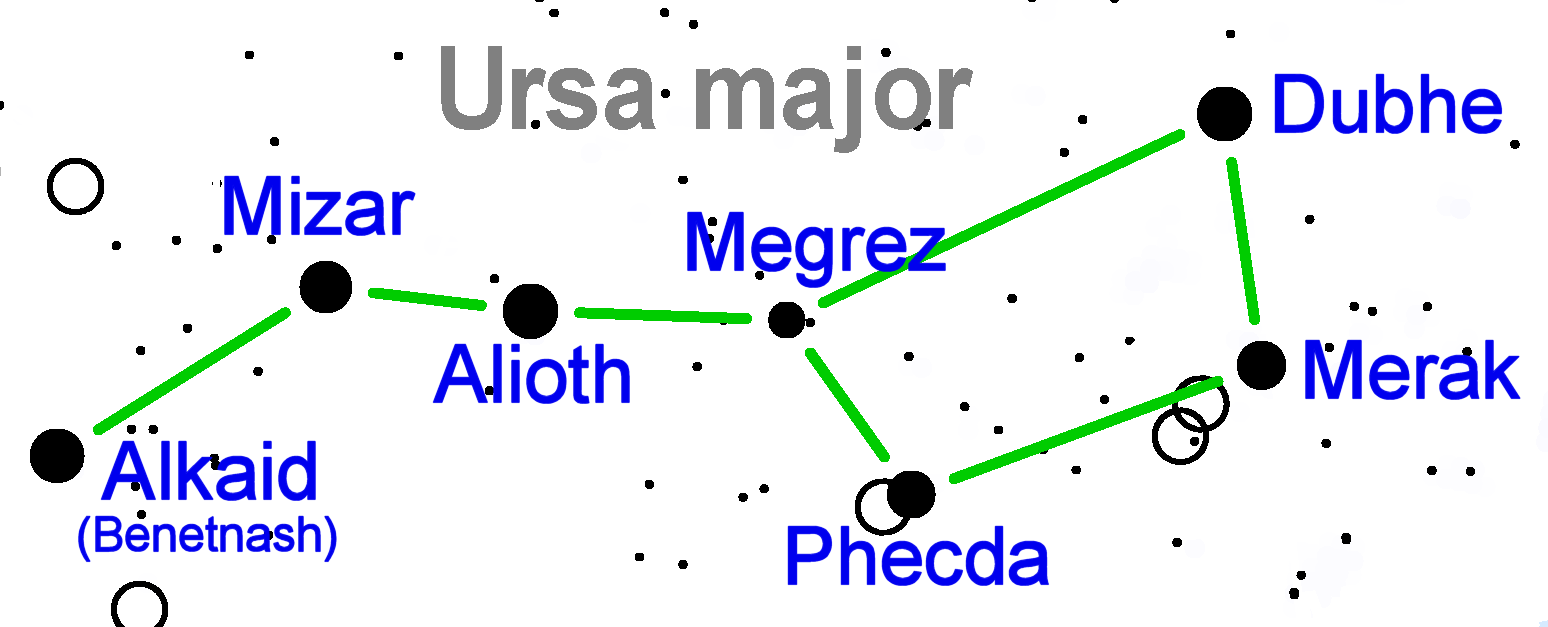
L'Orsa Maggiore è una costellazione tradizionalmente utilizzata come punto di riferimento celeste per l'orientamento tanto marittimo quanto terrestre.

Uno dei rami più antichi dell'astronomia, e di tutta la scienza, è la misura delle posizioni in cielo degli oggetti celesti. Storicamente, la conoscenza precisa delle posizioni di Sole, Luna, pianeti e stelle è stata essenziale nella navigazione astronomica (l'uso di oggetti celesti come guida per la navigazione) e nella realizzazione di calendari.
La misura accurata delle posizioni dei pianeti ha portato ad una notevole comprensione delle perturbazioni gravitazionali e la capacità di determinare le posizioni passate e future dei pianeti con grande precisione ha portato alla nascita della branca nota come meccanica celeste. Negli ultimi decenni il monitoraggio degli oggetti vicini alla Terra ha consentito di prevedere sempre più meticolosamente incontri ravvicinati o possibili collisioni con oggetti come asteroidi o comete.
La misura della parallasse stellare di stelle vicine fornisce una base fondamentale per definire la scala delle distanze cosmiche e viene utilizzata per misurare la scala dell'intero Universo. Lo studio di stelle vicine fornisce anche una base di studio per le proprietà fisiche di stelle lontane, rendendo possibili le comparazioni tra oggetti molto distanti tra loro. Le misurazioni della velocità radiale e del moto proprio delle stelle permette agli astronomi di tracciare il movimento di questi sistemi attraverso la Via Lattea. I dati astrometrici servono anche per calcolare la distribuzione della materia oscura che si pensa esista nella Galassia.
Negli anni 1990, l'uso della spettroscopia Doppler per misurare la velocità radiale di stelle vicine è stata usata per rilevare grandi pianeti extrasolari orbitanti attorno ad alcune di esse.

### Astronomia ottica

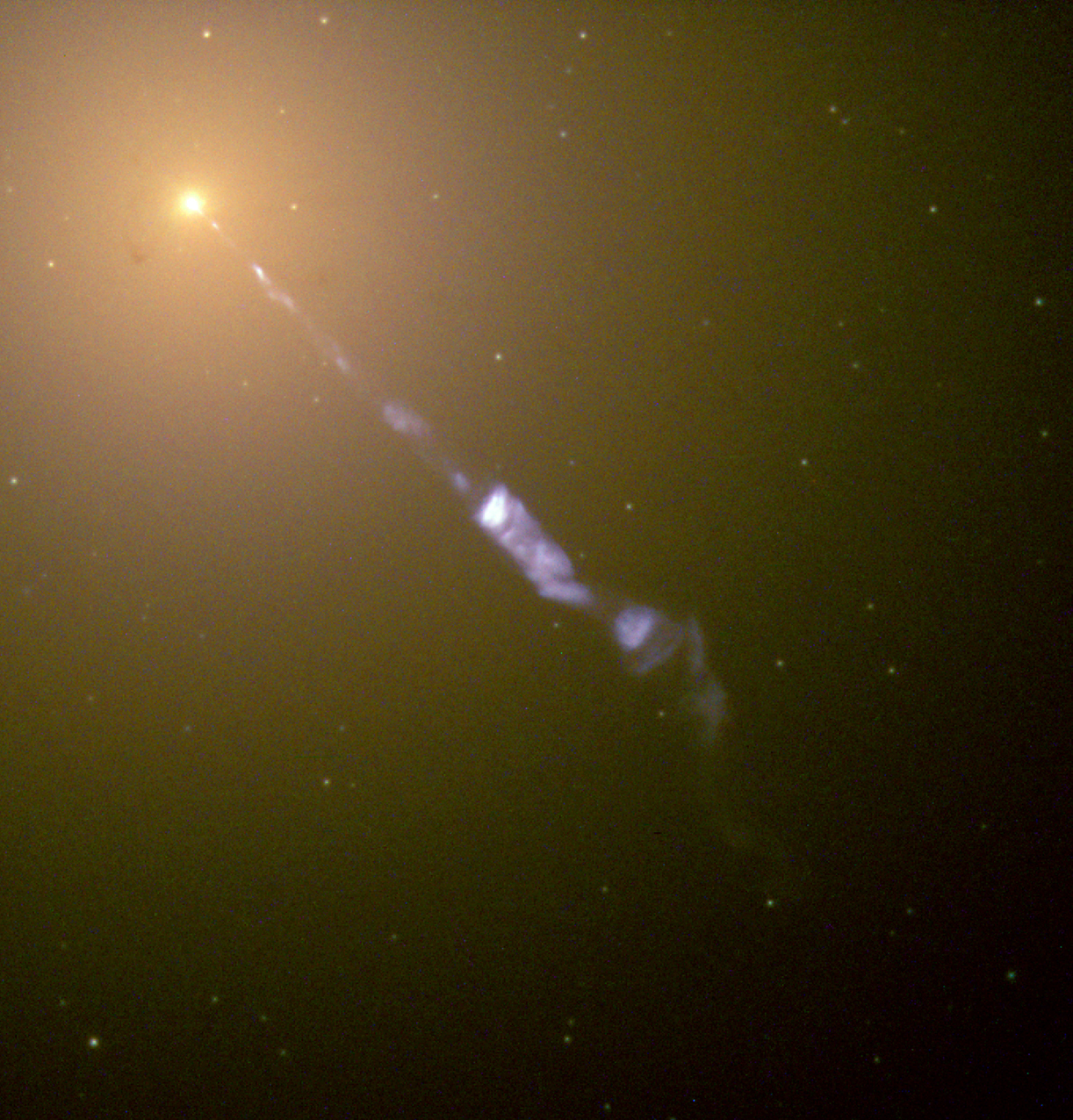
La galassia M87 emette segnali elettromagnetici in tutti gli spettri conosciuti.

Il telescopio fu il primo strumento per l'osservazione del cielo. Anche se la sua invenzione la si attribuisce a Hans Lippershey, il primo ad utilizzarlo per uso astronomico fu Galileo Galilei, che decise di costruirne uno lui stesso. Da allora, i progressi tecnologici di questo strumento sono stati continui, grazie soprattutto al miglioramento delle ottiche e dei sistemi di puntamento.
Il più grande è quello costituito da quattro specchi del diametro di 8,2 metri presso l'European Southern Observatory (ESO), che insieme compongono il Very Large Telescope (VLT)

### Radioastronomia
La radioastronomia si basa sull'osservazione degli oggetti celesti tramite i radiotelescopi, antenne paraboloidi che raccolgono e registrano le onde radio alla lunghezza d'onda superiore a 1 millimetro.
La radioastronomia ha permesso un importante incremento delle conoscenze astronomiche, con la scoperta di molte classi di nuovi oggetti, includendo le pulsar, i quasar, le galassie attive, le radiogalassie e i blazar. Ciò è dovuto al fatto che la radiazione elettromagnetica permette di "vedere" oggetti che non è possibile rilevare con l'astronomia ottica. Questi oggetti costituiscono alcuni dei processi fisici più estremi ed energetici dell'universo.
Questo metodo di osservazione è in costante sviluppo e con potenzialità ancora inesplorate.

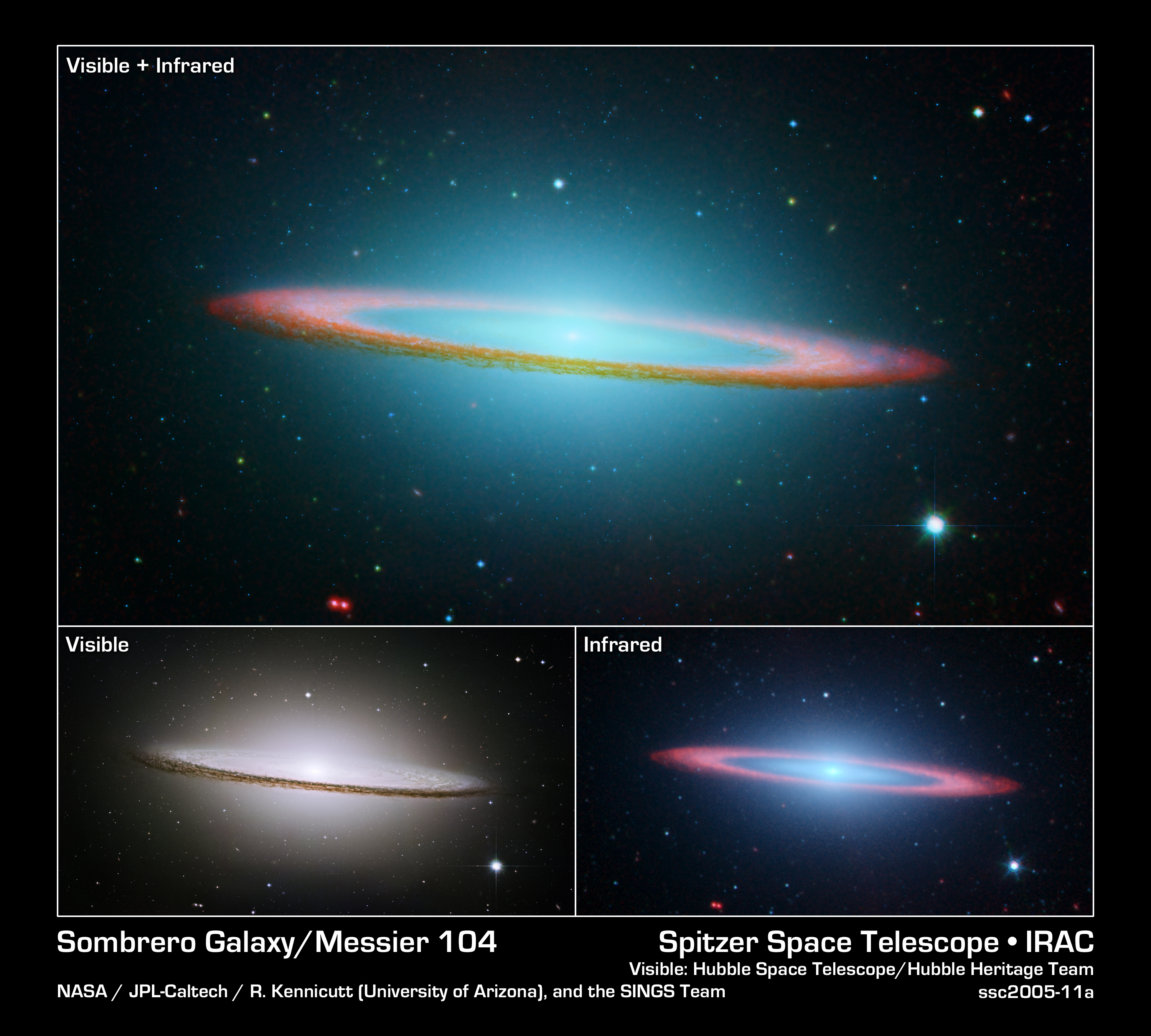
Differenza tra la luce visibile e infrarossa della Galassia Sombrero, o Messier 104.

### Astronomia all'infrarosso
Grande parte della radiazione proveniente dallo spazio (situata tra 1 e 1000 μm) è assorbita dall'atmosfera terrestre; a tale scopo gli odierni telescopi all'infrarosso sono costruiti su montagne molto elevate, o posizionati su aerei speciali ed anche su satelliti lanciati in orbita attorno alla Terra. La rilevazione e lo studio della radiazione infrarossa è particolarmente utile per oggetti troppo freddi per irradiare luce visibile, come i pianeti, i dischi circumstellari o le nebulose la cui luce è bloccata da polveri scure. Alle lunghezze d'onda dell'infrarosso è possibile rilevare protostelle all'interno di nubi molecolari o di nuclei galattici. Alcune molecole irradiano fortemente nell'infrarosso e possono essere rilevate con lo studio in questa banda, come ad esempio l'acqua nelle comete.

### Astronomia ultravioletta

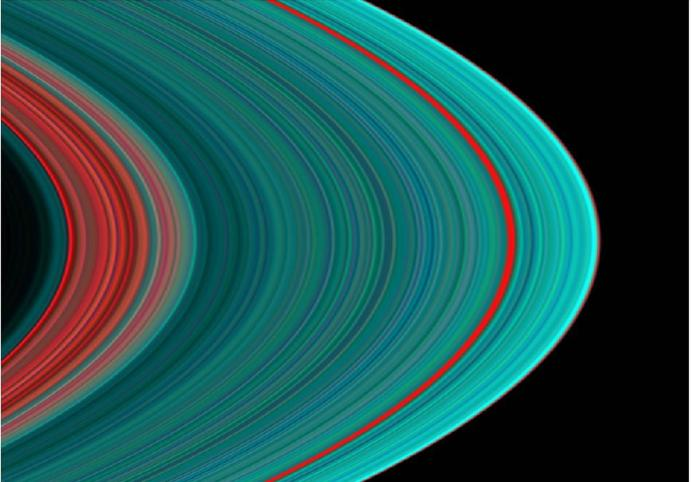
Immagine che offre un'osservazione nell'ultravioletto degli anelli di Saturno. Immagine ottenuta dalla sonda Cassini-Huygens.

L'astronomia ultravioletta basa la sua attività nella rilevazione e studio della radiazione ultravioletta nella lunghezza d'onda compresa tra 10 e 320 nm. Questo campo di studi copre tutti i campi dell'astronomia; le osservazioni realizzate mediante questo metodo sono molto precise e hanno consentito progressi significativi riguardo alla scoperta della composizione del mezzo interstellare e intergalattico, dei dintorni delle stelle, dell'evoluzione e delle interazioni in sistemi di stelle doppie e delle proprietà fisiche dei quasar e di altri sistemi stellari attivi. Nelle osservazioni realizzate con il satellite artificiale International Ultraviolet Explorer, gli scienziati scoprirono che la Via Lattea è avvolta da un'aura di gas a elevata temperatura. Con questo sistema si misurò anche lo spettro ultravioletto di una supernova che nacque nella Grande Nube di Magellano nel 1987. Questa banda dello spettro elettromagnetico viene normalmente usata per lo studio delle calde stelle blu, di tipo O e B, per nebulose planetarie e resti di supernova.

### Astronomia a raggi X
Si pensa che le emissioni di raggi X provengano da sorgenti che contengono materia a temperature molto elevate; spesso le sorgenti sperimentano emissioni di gas con temperature nell'ordine dei 10 milioni di kelvin. La scoperta nel 1962 della prima sorgente a raggi X proveniente dallo spazio si tramutò in una sorpresa. Questa fonte denominata Scorpio X-1 è situata nella costellazione dello Scorpione in direzione del centro della Via Lattea. Per questa scoperta Riccardo Giacconi ottenne il Premio Nobel di Fisica nel 2002. Sorgenti a raggi X possono essere binarie X, pulsar, resti di supernova, galassie attive, galassie ellittiche e ammassi di galassie.

### Astronomia a raggi gamma

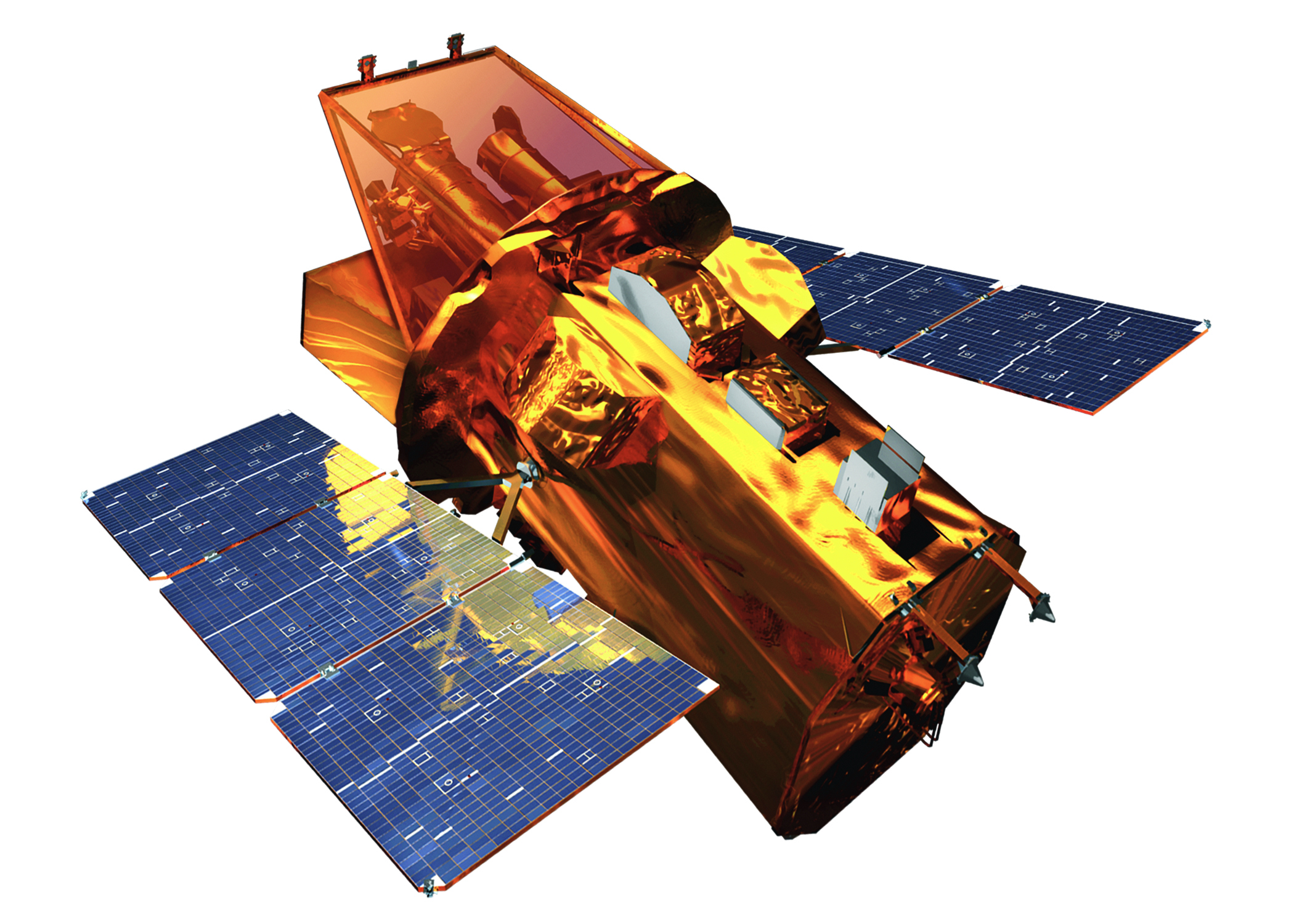
L'osservatorio spaziale Swift è specificamente progettato per rilevare la radiazione gamma.

I raggi gamma sono radiazioni emesse da oggetti celesti coinvolti in processi energetici estremamente violenti. Alcuni astri emettono lampi gamma, considerati i fenomeni fisici più luminosi dell'universo producendo una enorme quantità di energia in tempi relativamente brevi, che possono durare da qualche millisecondo a poche ore. Quelli di lunga durata, superiore ai due secondi, sono spesso causati da esplosioni di supernove, da stelle di neutroni, da buchi neri e galassie attive; lo studio in questa lunghezza d'onda è usato per il rilevamento della radiazione cosmica di fondo e per chiarire l'origine del Big Bang.

### Altri campi di studio

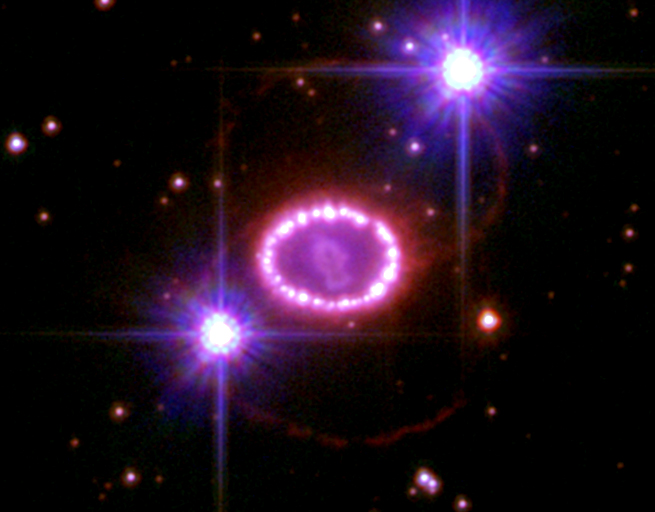
Nell'immagine, il resto in espansione di SN 1987A, grande fonte di neutrini. NASA

Tutte le discipline sopra menzionate sono basate sulla rilevazione di fotoni, ma è possibile ottenere informazioni anche rilevando i raggi cosmici e i neutrini.
Nell'astronomia dei neutrini, vengono usate strutture sotterranee schermate per il rilevamento dei neutrini. La maggior parte di queste particelle che sono state rilevate proviene dal Sole, tuttavia ne sono stati rilevati alcuni anche provenienti dal resto di supernova della SN 1987a, nella Grande Nube di Magellano. I raggi cosmici, che consistono in particelle ad alta energia, possono decadere o essere assorbiti quando entrano nell'atmosfera terrestre, dando luogo a una cascata di particelle secondarie che possono essere rilevate dagli osservatori. Alcuni rilevatori di neutrini futuri potrebbero essere sensibili alle particelle prodotte nel momento in cui i raggi cosmici colpiscono l'atmosfera terrestre.
L'astronomia delle onde gravitazionali è un settore emergente dell'astronomia che impiega rilevatori di onde gravitazionali per raccogliere dati su oggetti massicci e lontani. Sono stati costruiti alcuni osservatori specifici, come il LIGO (Laser Interferometer Gravitational Observatory), che il 14 settembre 2015 ha osservato le onde gravitazionali provenienti da un buco nero binario. Successive onde gravitazionali sono state rilevate il 26 dicembre 2015 ed il 4 gennaio 2017 e ci si attende di rilevarne altre in futuro, nonostante l'estrema sensibilità richiesta agli strumenti per questo tipo di osservazioni.

## Sottodiscipline
Considerando la diversità degli oggetti celesti e dei fenomeni presenti nell'universo, gli astronomi professionisti sono specializzati nello studio di specifiche discipline astronomiche, e difficilmente un astronomo può occuparsi di più di una di queste sottodiscipline.

### Astronomia solare

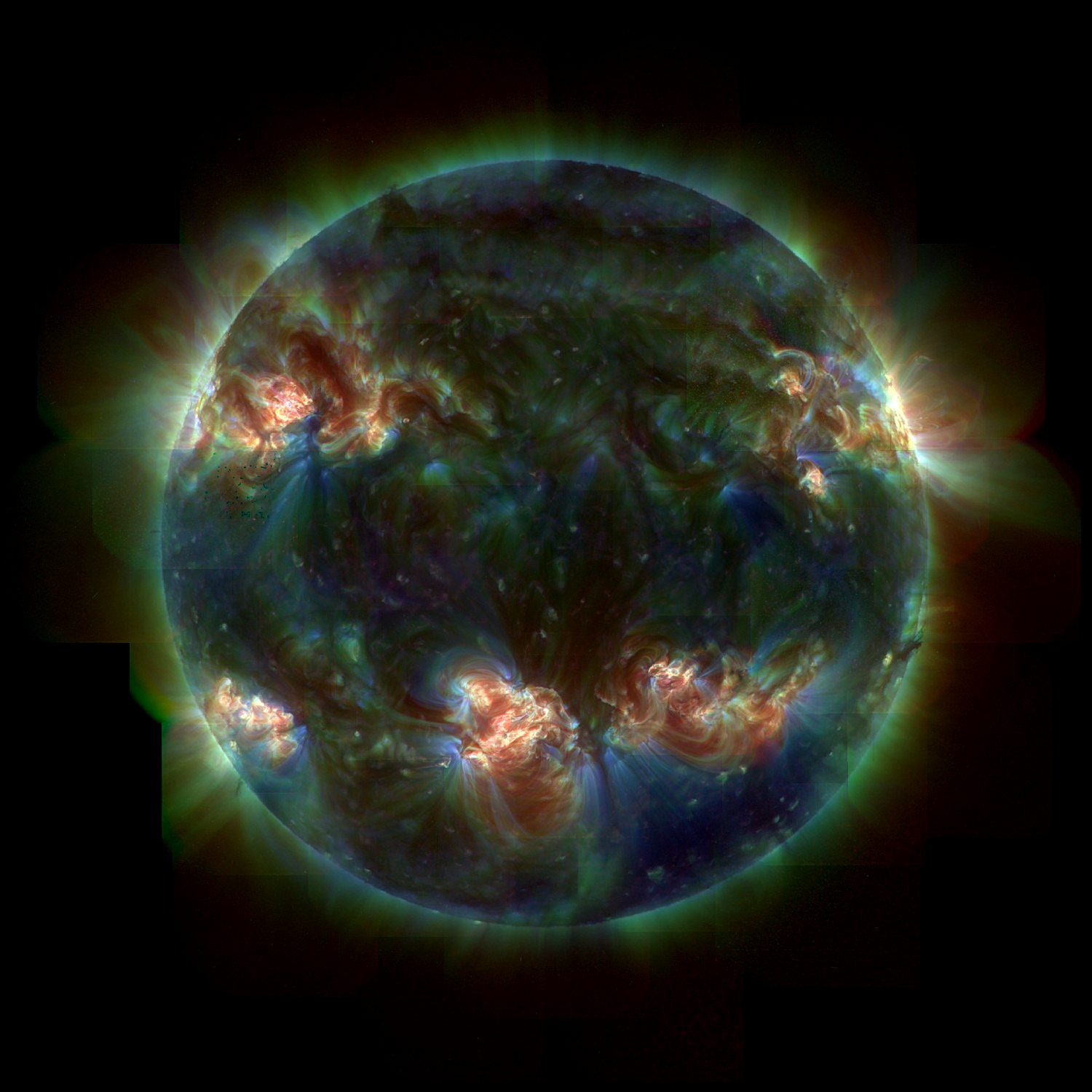
Un'immagine nell'ultravioletto della fotosfera solare ripresa dal telescopio spaziale TRACE. Foto NASA

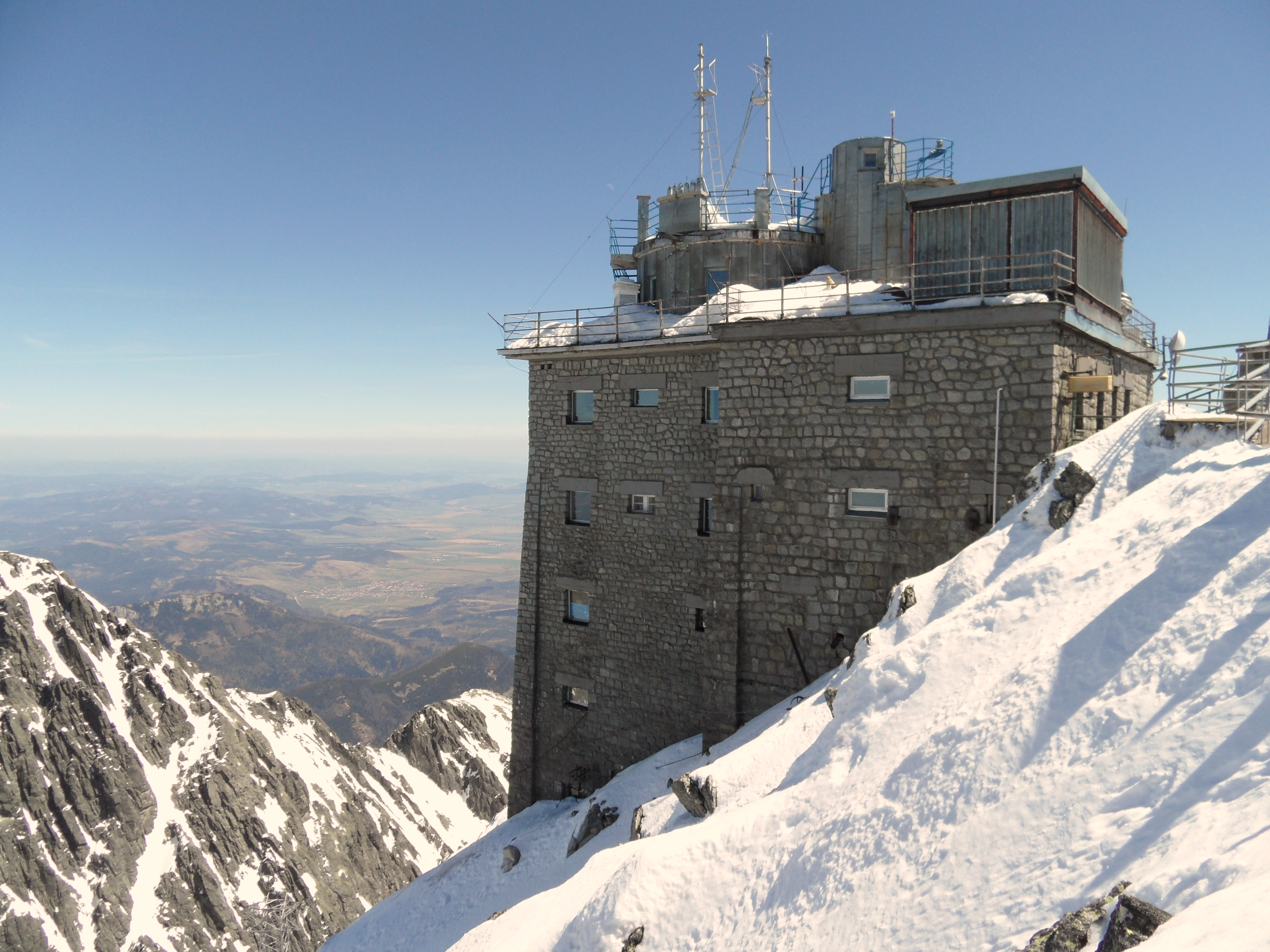
L'osservatorio solare Lomnický štít (Slovacchia) costruito nel 1962.

La stella più frequentemente studiata è il Sole, stella madre del sistema solare, posto ad una distanza di appena 8 minuti luce. Il Sole è una tipica stella di sequenza principale di classe G2 V (chiamate anche nane gialle), di circa 4,6 miliardi di anni di età. Pur non essendo considerata una stella variabile, anch'esso subisce variazioni periodiche della propria attività: si tratta del ciclo undecennale dell'attività solare, durante il quale le macchie solari, regioni con temperature inferiori alla media e associate all'attività magnetica, variano in numero.
La luminosità del Sole è in costante aumento; da quando divenne una stella di sequenza principale la sua luminosità è aumentata del 40%, e nel corso della sua storia ha subito variazioni periodiche di luminosità che possono aver avuto un impatto significativo sulla Terra. Il minimo di Maunder, per esempio, si pensa che abbia causato il fenomeno della piccola era glaciale durante il Medioevo.
La superficie esterna visibile del Sole è chiamata fotosfera, sopra alla quale è presente una sottile regione nota come cromosfera, la quale è circondata da una regione di transizione caratterizzata da un rapido aumento delle temperature, fino ad arrivare alla caldissima corona. Al centro del Sole si trova il nucleo, nel quale temperatura e pressione sono sufficientemente alte per consentire la fusione nucleare. Al di sopra del nucleo vi è la zona radiativa, dove il plasma convoglia il flusso di energia tramite l'irraggiamento, e sopra ad esso vi è la zona convettiva, dove l'energia viene invece espulsa verso l'esterno con lo spostamento fisico della materia. Si ritiene che sia il movimento della materia all'interno della zona di convezione a creare l'attività magnetica che genera le macchie solari.
Il vento solare, costituito da flussi di particelle di plasma, viene irradiato costantemente verso l'esterno del sistema solare, fino a quando, al limite più esterno, raggiunge l'eliopausa. Quando il vento solare arriva nei pressi della Terra, interagisce con il campo magnetico terrestre e ne viene deviato, tuttavia alcune particelle vengono intrappolate creando le fasce di Van Allen che avvolgono la Terra. Le aurore polari si generano quando le particelle del vento solare sono spinte dal flusso magnetico verso i poli magnetici terrestri, dove interagiscono con la ionosfera.

### Scienza planetaria

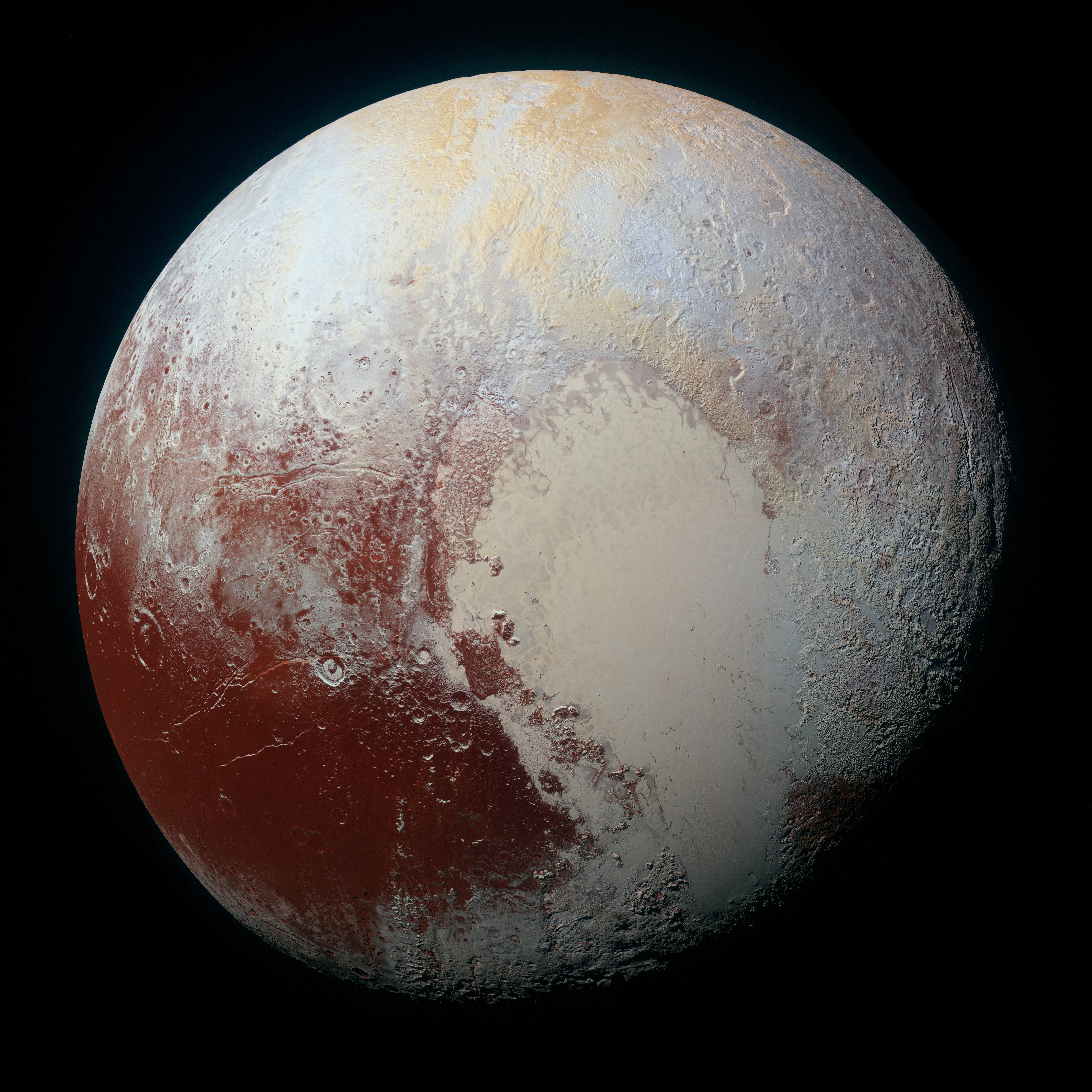
Immagine multispettrale ad alta risoluzione di Plutone con i colori risaltati per mostrare le differenze di composizione della superficie. L'immagine è stata scatta dal telescopio Ralph montato a bordo della sonda New Horizons.

La scienza planetaria, o planetologia, è lo studio delle proprietà fisiche di pianeti, satelliti, pianeti nani, comete, asteroidi e altri corpi in orbita attorno al Sole, così come dei pianeti extrasolari. Il sistema solare è stato relativamente ben studiato, inizialmente tramite i telescopi e successivamente dai veicoli spaziali. Questo ha fornito una buona comprensione della formazione e dell'evoluzione del sistema solare, anche se avvengono continuamente nuove scoperte.

La formazione di un pianeta in un'animazione.

Il sistema solare è suddiviso in pianeti interni, la fascia degli asteroidi e pianeti esterni. I pianeti terrestri interni sono Mercurio, Venere, la Terra e Marte, mentre i pianeti esterni giganti gassosi sono Giove, Saturno, Urano e Nettuno. Al di là di Nettuno si trova la fascia di Kuiper, e infine, la nube di Oort, che può estendersi fino a un anno luce. I pianeti si sono formati 4,6 miliardi di anni fa nel disco protoplanetario che circondava il neonato Sole, attraverso un processo che ha portato, col tempo, alla nascita dei protopianeti. Solo i pianeti con massa sufficiente hanno mantenuto la loro atmosfera gassosa.
Una volta che un pianeta raggiunge una massa sufficiente, i materiali di diversa densità vengono segregati all'interno, durante il processo che porta alla differenziazione planetaria, e che può formare un nucleo roccioso o metallico, circondato da un mantello e una crosta esterna. Il nucleo può includere regioni di materia solida e liquida, e alcuni nuclei planetari possono essere in grado di generare il proprio campo magnetico, in grado di proteggere le loro atmosfere dal vento solare, come avvenuto per la Terra.
Il calore interno di un corpo planetario viene prodotto dalle collisioni che lo hanno creato, oppure dal decadimento di materiali radioattivi (ad esempio uranio), o dal riscaldamento mareale causato da interazioni con altri corpi. Alcuni pianeti e satelliti accumulano sufficiente calore per generare processi geologici come il vulcanismo e la tettonica a placche. Quelli che mantengono un'atmosfera possono anche subire l'erosione della superficie causata da vento o acqua. I corpi più piccoli, senza riscaldamento mareale, si raffreddano più velocemente; e la loro attività geologica cessa completamente, con l'eccezione della craterizzazione causata da impatti.

### Astronomia stellare

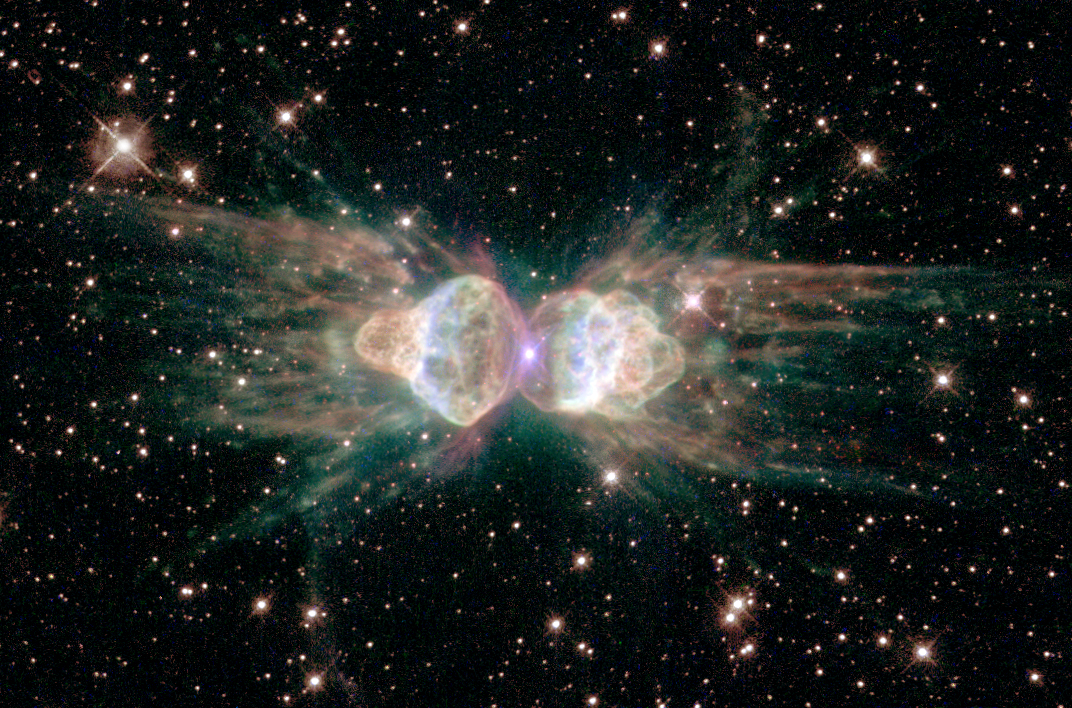
Immagine della Nebulosa Formica, che mostra dei lobi simmetrici causati dall'esplosione della stella centrale, a differenza di altri casi dove l'espulsione della materia di una supernova è avvenuta in modo caotico.

Lo studio delle stelle e della loro evoluzione è fondamentale per la nostra comprensione dell'Universo. L'astrofisica delle stelle è stata determinata attraverso osservazioni e simulazioni teoriche. La formazione stellare si verifica nelle regioni dense di polvere e gas, note come nubi molecolari giganti, che quando vengono destabilizzate possono collassare per gravità formando delle protostelle, all'interno delle quali, se i nuclei sono sufficientemente densi e caldi, si attiverà la fusione nucleare, creando così una stella di sequenza principale.
Quasi tutti gli elementi più pesanti dell'idrogeno e dell'elio sono stati creati all'interno dei nuclei delle stelle.
Le caratteristiche della stella risultante dipendono principalmente dalla sua massa iniziale: più massiccia è la stella, maggiore sarà la sua luminosità, e più rapidamente terminerà la riserva di idrogeno interno da trasformare in elio. Nel corso del tempo, quando l'idrogeno si è completamente trasformato in elio, la stella inizia ad evolversi, poiché la fusione dell'elio richiede una temperatura interna superiore. Una stella con una temperatura interna sufficientemente alta spingerà verso la superficie i suoi strati esterni, aumentando la densità del nucleo. La gigante rossa risultante formata dagli strati esterni in espansione avrà vita breve, prima che anche l'elio venga totalmente consumato. Le stelle molto massicce possono avere diverse fasi evolutive, fondendo via via elementi sempre più pesanti.
Il destino finale della stella dipende dalla sua massa; nelle stelle di massa superiore a circa otto volte il Sole avviene il collasso del nucleo che porta all'esplosione della stella morente in supernova, mentre le stelle più piccole espellono i loro strati esterni lasciando come residuo una inerte e densa nana bianca, con gli strati espulsi che formano una nebulosa planetaria. I resti delle supernove sono invece le stelle di neutroni, ancora più dense delle nane bianche, oppure, in caso di stelle particolarmente massicce, dei buchi neri. Stelle di sistemi binari possono seguire percorsi evolutivi più complessi, come il trasferimento di massa verso compagne nane bianche che possono portare anch'essi all'esplosione in supernove. Le nebulose planetarie e le supernove arricchiscono il mezzo interstellare dei "metalli" prodotti dalla stella durante la sua esistenza; senza di esse, tutte le nuove stelle (e i loro sistemi planetari) sarebbero formate solo da idrogeno ed elio. Per questo motivo le vecchie stelle che si sono formate agli albori dell'universo sono solitamente povere di metalli, al contrario di stelle formatesi in tempi successivi.

### Astronomia galattica

La struttura dei bracci a spirale della Via Lattea.

Il nostro sistema solare orbita all'interno della Via Lattea, una galassia a spirale barrata importante membro del Gruppo Locale di galassie. Si tratta di una massa rotante di gas, polvere, stelle e altri oggetti, tenuta assieme dalla reciproca attrazione gravitazionale. Ampie porzioni della Via Lattea che sono oscurate alla vista, e la stessa Terra si trovano in uno dei bracci densi di polvere che la costituiscono.
Nel centro della Via Lattea vi è il nucleo, un rigonfiamento a forma di barra nel quale si trova il buco nero supermassiccio Sagittarius A*. Il nucleo è circondato da quattro bracci a spirale principali, regioni ad alta formazione stellare e di conseguenza ricca di giovani stelle di popolazione I. Il disco galattico è circondato da un alone popolato da stelle più vecchie e da dense concentrazioni di stelle conosciute come ammassi globulari.
Tra le stelle si trova il mezzo interstellare e nelle regioni più dense, nubi molecolari di idrogeno e altri elementi creano regioni di intensa formazione stellare; quando si formano stelle massicce, trasformano la nube in una regione H II (idrogeno ionizzato) illuminando il gas e il plasma presenti. I venti stellari e le esplosioni di supernove di queste stelle possono causare la dispersione della nube, formando uno o più giovani ammassi aperti di stelle.
Studi cinematici sulla Via Lattea e altre galassie hanno dimostrato che vi è una considerevole quantità di materia oscura che predomina sulla materia visibile e i cui effetti gravitazionali sono evidenti, anche se la natura di questa materia resta ancora poco conosciuta.

### Astronomia extragalattica

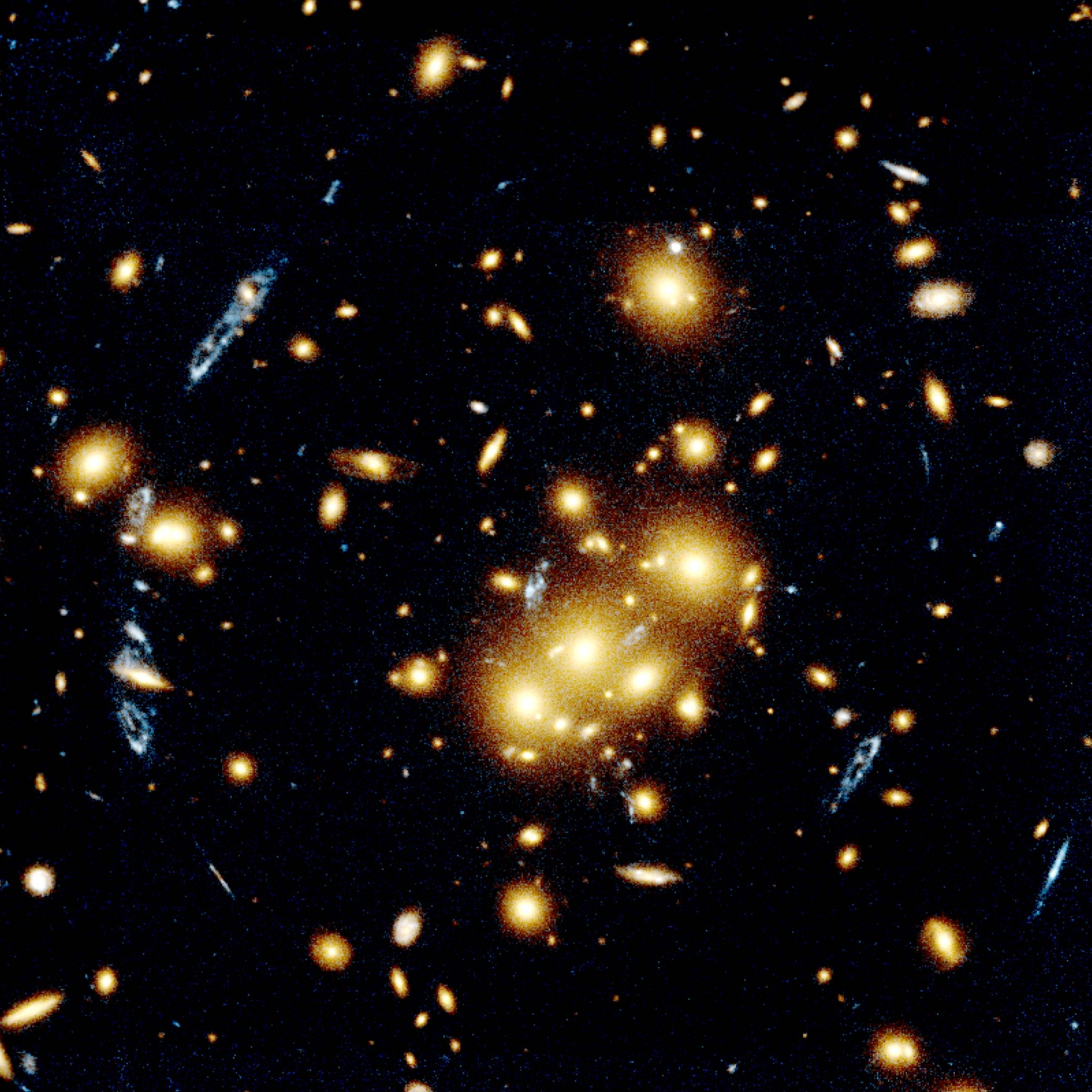
Immagine che mostra un chiaro effetto di lente gravitazionale: gli oggetti blu a forma di anello sono più immagini della stessa galassia, duplicati dal campo gravitazionale dell'ammasso di galassie di colore giallo posto al centro dell'immagine, che si trova più vicino a noi

Lo studio degli oggetti al di fuori della nostra galassia è una branca dell'astronomia che si occupa della formazione ed evoluzione delle galassie, della loro morfologia e classificazione, dell'osservazione delle galassie attive, e dei gruppi e ammassi di galassie; inoltre è importante per la comprensione della struttura su larga scala del cosmo.
La maggior parte delle galassie sono classificate secondo la loro forma in tre classi distinte: a spirale, ellittiche e irregolari, a loro volta divise in sottoclassi. Come suggerisce il nome, una galassia ellittica ha la forma di un'ellisse e le stelle al suo interno si muovono lungo orbite casuali senza una direzione preferenziale. Queste galassie contengono poca polvere interstellare e poche regioni di formazione stellare, e sono quindi composte da stelle relativamente vecchie. Si trovano generalmente al centro di ammassi di galassie, e si pensa che si siano formate da fusioni di grandi galassie.
Una galassia a spirale ha la forma di un disco rotante, solitamente rigonfio al centro, con bracci luminosi a spirale che si snodano verso l'esterno. Le braccia sono generalmente regioni di formazione stellare dove giovani e calde stelle massicce contribuiscono a dare ai bracci un colore azzurrognolo. In genere sono circondati da un alone di stelle più vecchie. Sia la Via Lattea che una delle nostre più importanti vicine, la Galassia di Andromeda, sono galassie a spirale.
Le galassie irregolari sono in apparenza caotiche, senza nessuna somiglianza con quelle ellittiche o a spirale. Sono circa un quarto di tutte le galassie presenti nell'universo e quelle di forma peculiare sono probabilmente il risultato di qualche interazione gravitazionale.
Una galassia attiva è una galassia che emette, soprattutto dal suo nucleo, una notevole quantità di energia non generata da stelle, polveri e gas, ma probabilmente da materiale in caduta verso un buco nero supermassiccio posto nel centro.
Una radiogalassia è una galassia molto luminosa nella banda dello spettro delle onde radio, che spesso emette grandi pennacchi e lobi di gas. Le galassie attive che emettono radiazioni ad alta energia a frequenze più brevi sono le galassie di Seyfert, i quasar, e i blazar. I quasar sono ritenuti essere gli oggetti più luminosi dell'universo conosciuto. Su più larga scala gruppi e ammassi di galassie costituiscono i superammassi, che a loro volta costituiscono dei complessi di superammassi, legati tra loro da filamenti, che connettono queste strutture separate tra loro da grandi spazi vuoti.

### Cosmologia
Scala in miliardi di anni

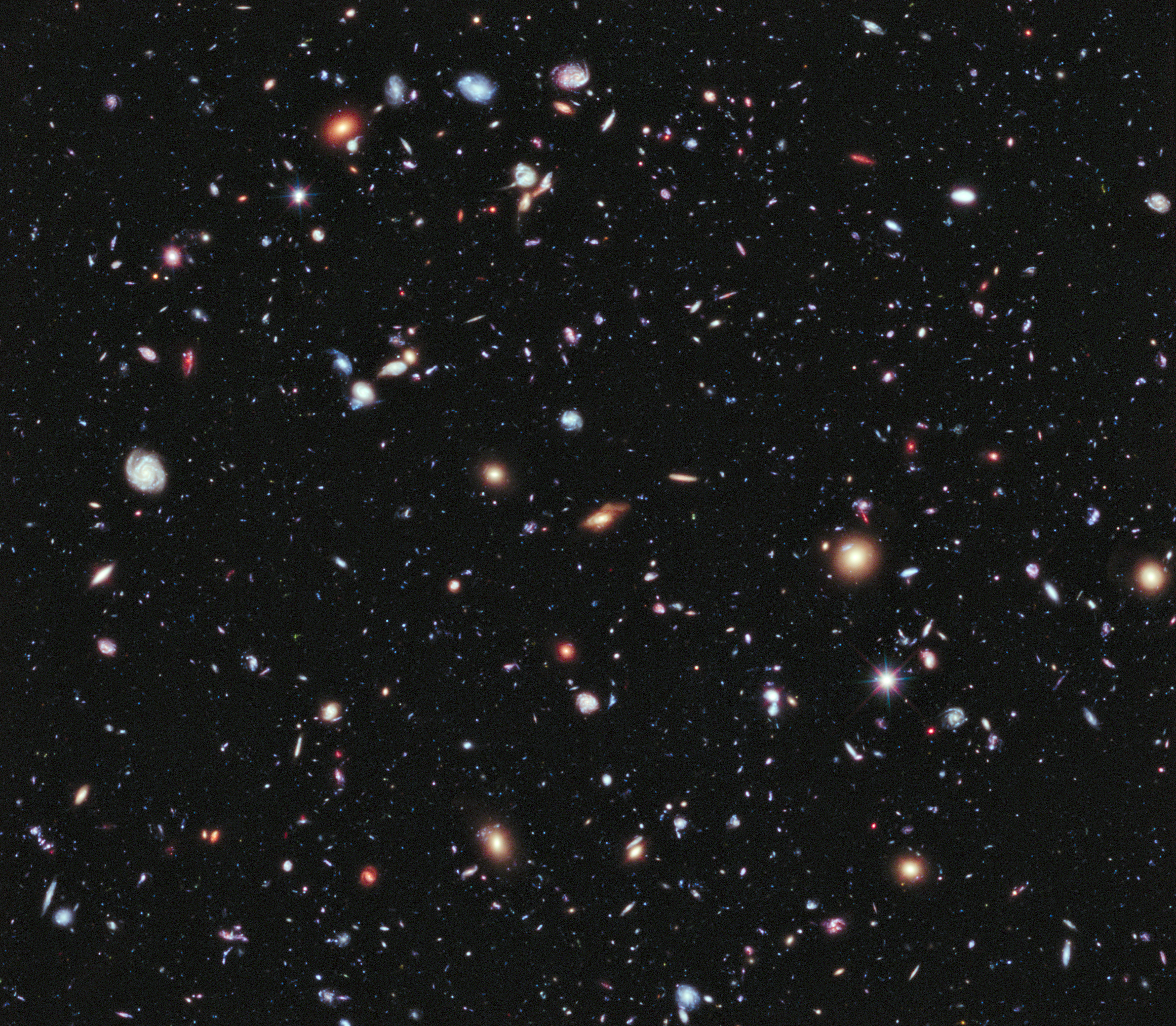
Il campo ultra profondo di Hubble è un'immagine ad altissima risoluzione realizzata con centinaia di esposizioni del telescopio spaziale Hubble. Si stima che in questa immagine siano presenti oltre 10000 galassie, le più vecchie delle quali viste com'erano 13 miliardi di anni fa, poche centinaia di milioni di anni dopo il Big Bang.

La cosmologia è la scienza che studia l'Universo nel suo complesso. Le osservazioni della struttura su larga scala dell'Universo, un ramo noto come cosmologia fisica, hanno fornito una profonda comprensione della formazione ed evoluzione del cosmo. Fondamentale per la cosmologia moderna è la teoria ben accettata del Big Bang, che prevede che il nostro Universo si sia formato da un'unica singolarità gravitazionale nel tempo e nello spazio, e si sia espanso nel corso dei successivi 13,8 miliardi di anni, arrivando alle condizioni attuali. Il concetto del Big Bang nacque quando si scoprì la radiazione di fondo nel 1965.
Nel corso di questa espansione, l'Universo ha subito diverse fasi evolutive. Si pensa che nei primissimi momenti l'Universo abbia subito un processo di inflazione cosmica molto rapida, che omogeneizzò le condizioni di partenza e che successivamente la nucleosintesi abbia prodotto l'abbondanza degli elementi primordiali. Quando i primi atomi stabili si formarono, lo spazio divenne trasparente alla radiazione, rilasciando l'energia vista come radiazione di fondo a microonde. L'Universo in espansione passò poi per un'età oscura a causa della mancanza di fonti energetiche stellari.
Da piccole variazioni (o increspature) nella densità della materia nello spazio iniziarono a formarsi le prime strutture: la materia accumulata nelle regioni più dense formò nubi di gas e nacquero le prime stelle, la popolazione III. Queste stelle massicce innescarono il processo di reionizzazione creando molti degli elementi pesanti nell'universo primordiale, che, attraverso il decadimento nucleare, crearono elementi più leggeri, permettendo alla nucleosintesi di continuare più a lungo.
Poco a poco, le strutture di gas e polveri si fusero per formare le prime galassie, e nel corso del tempo, queste si raggrupparono in ammassi di galassie, e poi in superammassi. Fondamentale per la struttura dell'Universo è l'esistenza della materia oscura e dell'energia oscura, che si pensa siano i componenti dominanti dell'universo, formando il 96% della massa totale. Per questo motivo, numerosi sforzi sono stati fatti nel tentativo di comprendere la fisica di questi componenti.

## Studi interdisciplinari
Vi sono altre discipline, inoltre, che, sebbene non possano essere considerate branche dell'astronomia, si interessano di argomenti fortemente correlati con essa. Queste sono:
- Archeoastronomia - lo studio delle conoscenze astronomiche dei popoli antichi e degli orientamenti architettonici. È studiata da storici, archeologi ed etnologi, oltre che da astronomi, utilizzando evidenze archeologiche e antropologiche;[77]
- Astrobiologia - scienza che si occupa dell'origine, dell'evoluzione, della distribuzione e del futuro della vita al di fuori della Terra sia della vita dell'essere umano che della vita extraterrestre.[78] Affronta in particolar modo la questione sulla possibile diffusione di altre forme di vita su altri pianeti e di come fare per rilevarle, cercando di risolvere le due opposte ipotesi della rarità della Terra e del principio copernicano. Esobiologia è quasi un sinonimo, tuttavia essa si occupa specificatamente di ambienti extraterrestri e dei loro effetti sulla vita biologica;[79]
- Astrochimica - lo studio della chimica del mezzo interstellare, in particolare delle nubi molecolari di gas;[80]
- Astrofotografia - per lo studio e lo sviluppo di metodi per l'ottenimento di immagini astronomiche.
- Autocostruzione: per lo studio e la progettazione di metodi per l'autocostruzione di telescopi e strumenti per l'astronomia da parte degli astrofili.
- Astronautica - Coniata dal termine "aeronautica" si occupa nella costruzione di strumenti utili nell'osservazione, come ad esempio i satelliti, e nell'esplorazione del Cosmo[81].
- Astronomia nautica - parte dell'astronomia che studia la risoluzione dei problemi di posizione e direzione, in mare o in volo, utilizzando i principi dell'astronomia sferica;
- Astronomia digitale - branca dell'astronomia che studia i metodi, i software e gli strumenti per l'ottenimento di immagini digitali.
- Fisica astroparticellare - Utilizza conoscenze e metodi di fisica delle particelle (detta anche fisica delle alte energie) per studiare fenomeni celesti estremamente energetici o, viceversa, utilizza la volta celeste ed i fenomeni estremamente energetici che vi si verificano come luogo privilegiato di osservazione per ottenere risultati sul Modello Standard e sulle sue eventuali estensioni.

## Astronomia amatoriale

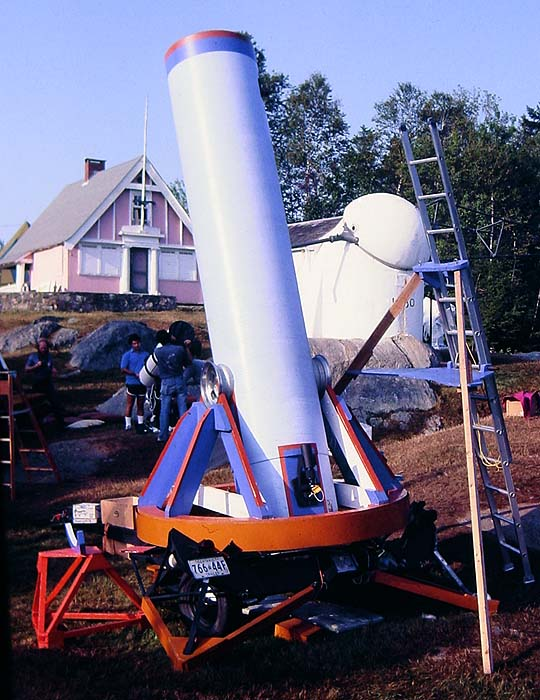
Gli astrofili possono costruirsi la propria attrezzatura e organizzano spesso riunioni e convegni a tema astronomico, come Stellafane.

L'astronomia è una di quelle scienze alla quale i dilettanti possono contribuire maggiormente. Gli astrofili osservano una varietà di oggetti celesti e fenomeni con apparecchiature talvolta costruite da loro stessi. Obiettivi comuni per gli astrofili sono la Luna, i pianeti, le stelle, le comete, gli sciami meteorici, e una varietà di oggetti del cielo profondo, come ammassi stellari, galassie e nebulose.
Associazioni e circoli astronomici si trovano in tutto il mondo e i loro membri svolgono solitamente programmi di osservazione di diversi oggetti celesti, come quelli del Catalogo di Messier (110 oggetti) o del catalogo Herschel 400 o altre categorie particolari di oggetti. Un ramo dell'astronomia amatoriale è l'astrofotografia amatoriale, che prevede l'acquisizione di foto del cielo notturno. Molti dilettanti si specializzano nell'osservazione di una certa categoria di oggetti o eventi che più gli interessano.
La maggior parte dilettanti lavora nelle lunghezze d'onda visibili, tuttavia una piccola parte si dedica anche ad osservazioni al di fuori dello spettro visibile, ad esempio mediante l'uso di filtri infrarossi su telescopi convenzionali, e talvolta anche con l'uso di radiotelescopi, come il pioniere della radioastronomia amatoriale, Karl Jansky, che iniziò a osservare il cielo alle lunghezze delle onde radio nel 1930. Un certo numero di astrofili utilizza telescopi fatti in casa oppure radiotelescopi originariamente costruiti per la ricerca astronomica, ma che sono in seguito divenuti disponibili per i dilettanti (come l'One-Mile Telescope).
Gli astrofili continuano a dare contributi scientifici significativi in campo astronomico: in caso di occultazioni stellari da parte di pianeti minori possono effettuare misurazioni che possono aiutare ad affinare le orbite degli stessi pianetini. Gli astrofili possono scoprire nuove comete e supernove, asteroidi e altri corpi minori del sistema solare, effettuare osservazioni regolari di stelle variabili per meglio definirne i picchi di luce alla massima e minima luminosità. I miglioramenti della tecnologia digitale hanno permesso ai dilettanti di fare notevoli progressi nel campo dell'astrofotografia, inoltre, tramite il programma Planet Hunters che ha reso pubblici i dati del telescopio spaziale Kepler, nel 2012 è stato scoperto Kepler-64 b, il primo esopianeta scoperto da parte di astronomi dilettanti.

### Bianco e nero

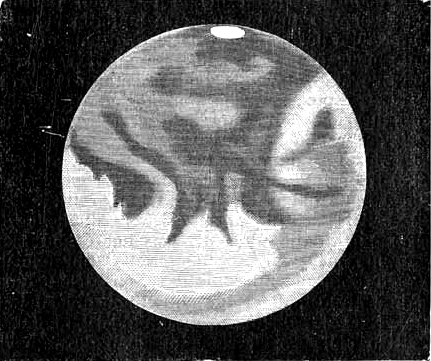
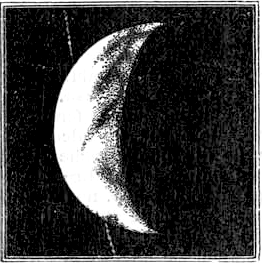
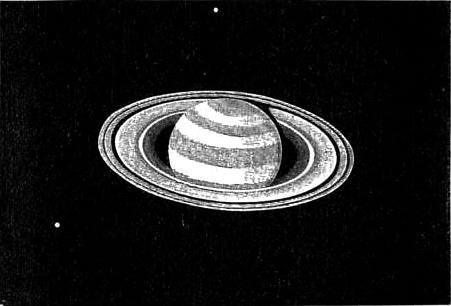
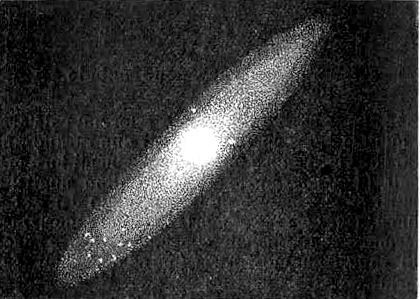

### Colorate

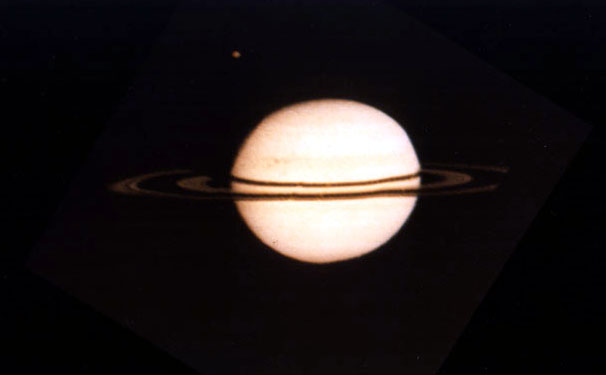